# Калмыки
Калмы́ки (калм. хальмг, хальмгуд; монг. халимаг, халимагууд) — монгольский народ ойратской группы. Проживают в основном в Республике Калмыкия — и других субъектах Российской Федерации. Являются потомками ойратских племён, мигрировавших в конце XVI — начале XVII веков из Центральной Азии на Нижнюю Волгу и в Северный Прикаспий.
Согласно Всероссийской переписи населения в 2021 году численность калмыков в России составляла 179 547 человека; имеются также небольшие диаспоры за границей.
Язык калмыков — калмыцкий. Основная религия среди верующих калмыков — буддизм тибетской школы Гелуг; также встречаются крещёные калмыки, исповедующие православие, а также мусульмане.

## Название

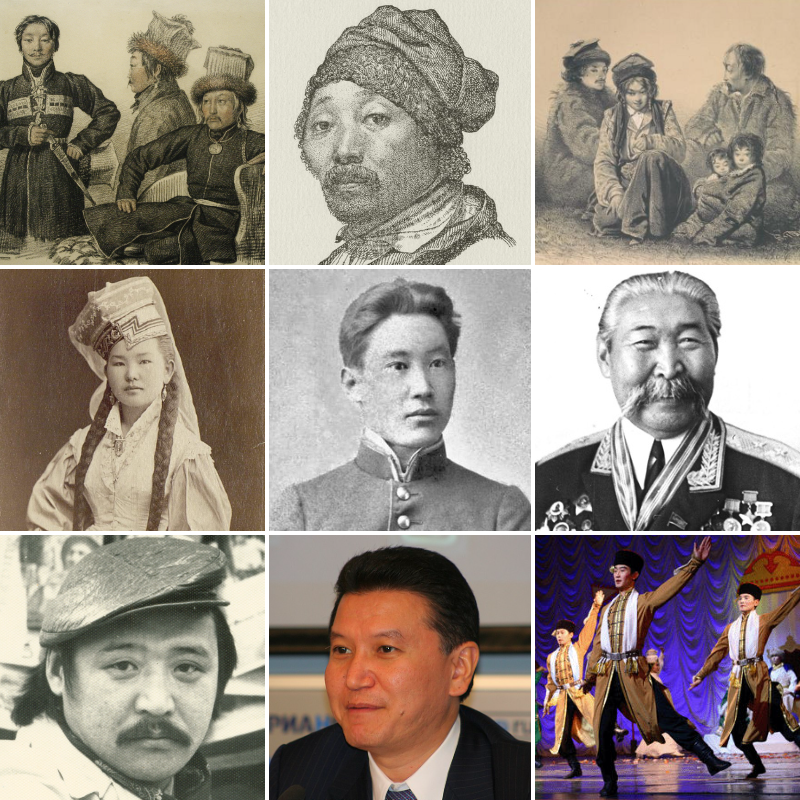
Калмыки

Самоназвание калмыков, хальмг (хальмгуд), вероятнее всего, происходит от тюркского глагола qal- — «оставаться» «отделяться», «отставать» (ср. тур. kalmak, тат. калырга/калу, каз. қалу, крымскотат. qalmağa, в родственных калмыцкому монгольских языках такого слова нет). Одним из первых по этому поводу подробно высказался в 1761 году русский чиновник и учёный В. М. Бакунин, долгое время живший среди калмыцких племён, который писал: 
«Торгоуты <…> как себя, так и хошеутов и зенгорцев калмыками хотя и называют, но сами свидетельствуют, что сие название не свойственно их языку, а думают, что их так назвали россияне, но в самом деле видно, что сие слово „калмык“ произошло из языка татарского, ибо татары называют их „калмак“, что значит „отсталых“ или „отстальцев“».
Похожие высказывания имели место и в более поздний период. Большая часть современных исследователей соглашается с Бакуниным в том, что калмыки получили своё имя от татар (той их части, что населяла территорию от Волги до Оби в XVI веке). Некоторые советские и российские учёные обнаруживают корни этнонима в Восточном Туркестане.
По поводу интерпретации тюркского названия калмыков ведутся споры. Существуют две основные теории.
1. Происхождение значения «оставшиеся» связано с географическим местоопределением племён, отделившихся от общей массы ойрат-монголов. Эта точка зрения изложена в трудах П. С. Палласа[14], Ж.-П. Абель-Ремюза[15] и А. М. Позднеева[16].
2. Значение «калмыки-оставшиеся» связано с религиозными отличиями от соседей. По Б. Бергману, происхождение значения связано с отступничеством от шаманизма, который сначала был распространён у них и их соседей — татар, но после принятия калмыками буддизма татары стали называть их калмак — «отделившиеся», «отставшие»[17]. По версии В. В. Бартольда (поддержанной Ц.-Д. Номинхановым), калмак — это оставшиеся язычниками ойраты в противоположность «вернувшимся» вновь в ислам (по известным мусульманским представлениям) дунганам[12]. Подтверждением данного предположения может являться то, что название «калмыки» пришло именно от мусульманских тюркских народов (западные монголы в монгольских источниках — ойраты, в китайских — элюты и только в мусульманских — калмыки)[18].

В русских письменных источниках название «калмыки» появилось в XVI веке (в Строгановской летописи с указом Ивана IV Грозного от 30 мая 1574 года), а с конца XVIII века и особенно вначале XIX века его стали употреблять и сами калмыки, использовавшие до этого общий для западных монголов этноним — ойраты.

## Этногенез
Предки калмыков — ойратские племена, откочевавшие в конце XVI — начале XVII веков из Джунгарии на территорию современного Казахстана и в Восточную Сибирь, а затем — на Нижнюю Волгу и в Северный Прикаспий. В процессе заселения этими племенами территории современной Калмыкии (и соседних регионов, впоследствии частично включённых в состав Калмыцкого ханства) сформировалась этногруппа — калмыцкая народность, которая по прошествии многих поколений приобрела определённую этническую и языковую специфику. Со временем в состав калмыцкой народности в незначительном количестве влились тюркские, тунгусские, северо-кавказские, русские и некоторые другие этнические компоненты.

## Антропология и генетика
Калмыки принадлежат к центральноазиатскому антропологическому типу североазиатской монголоидной расы.
Русские путешественники отмечали необыкновенную остроту слуха и зрения калмыков, их выносливость и прекрасную приспособленность к суровым природно-климатическим условиям с жарким засушливым летом и холодной малоснежной зимой.

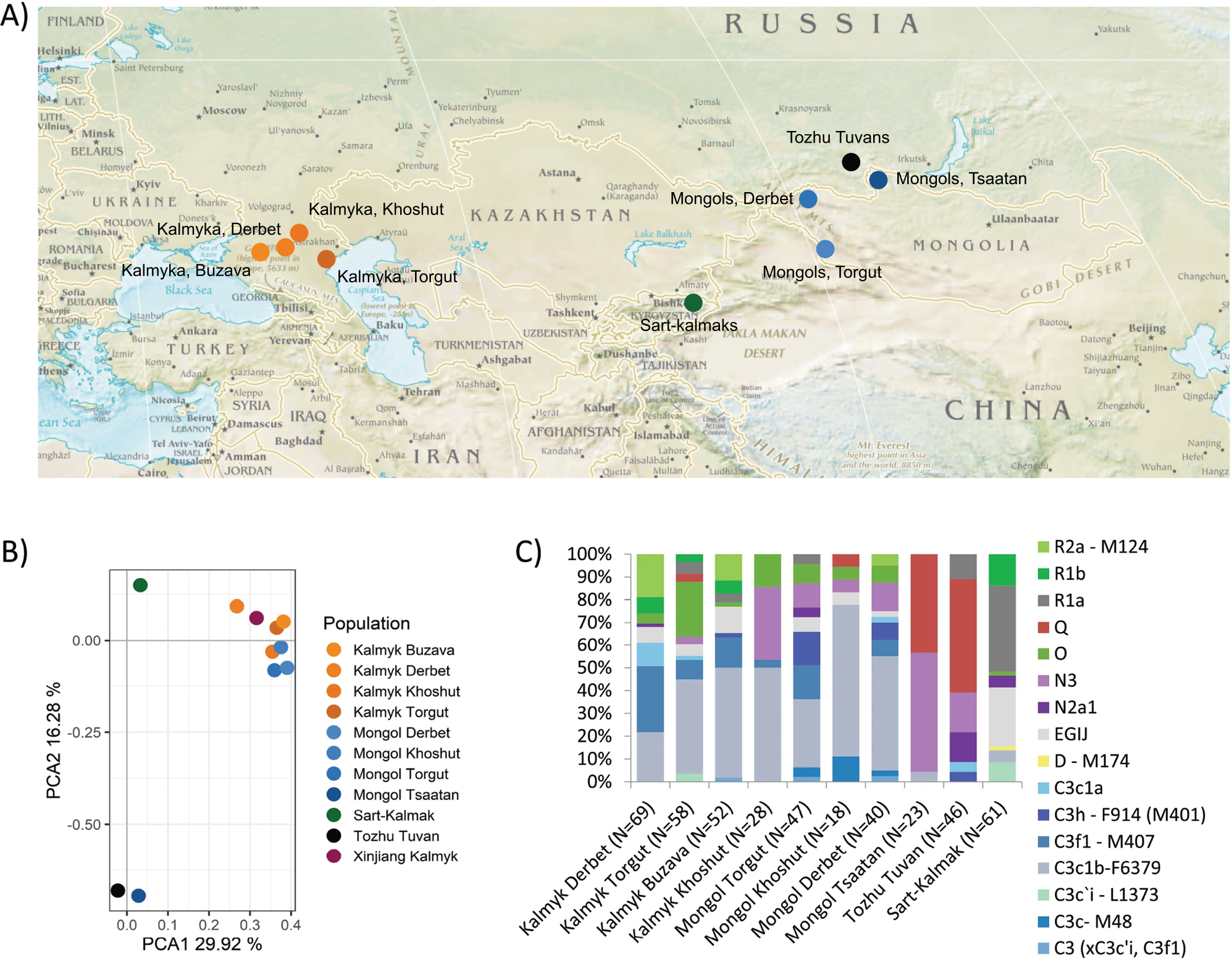
PCA и Y-DNA гаплогруппы калмыков

По данным популяционной генетики у калмыков на первом месте по распространённости находится Y-хромосомная гаплогруппа C3c1-M77 (C2b1a2a) — 38,7 %. Далее следуют: C3d-M407 или C2c1a1a1 (10,8 %), N1c-Tat или N1a1 (10,1 %), R2a-M214 (7,7 %), O3-M312 (6,8 %), C3*-M217 или C2 (6,6 %), O2-P31 или O1b (5,2 %), R1a1a-M17 (3,3 %), J2a-P37.2 (1,6 %), N1b-P43 или N1a2b (1,4 %), R1b1b1-M73 (1,4 %), D-M174 (1,2 %), Q1a1a-M120 (0,9 %).

## Состав, расселение и численность

### Этногруппы
В составе калмыцкого народа имеется деление на субэтносы — родоплеменные группы, наиболее крупными из которых являются торгуты (иначе торгоуты), дербеты (иначе большие дербеты, малые дербеты, дервюды), хошуты (иначе хошеуты), хойты, олёты (иначе элеты) и бузавы, в исторический период известны этнонимы «цорос (чорос)» и «зюнгар» (иначе джунгары). Название двух субэтносов калмыцкого народа — дербетов (дорбенов) и торгутов (турхаудов) впервые упоминаются ещё в древней монгольской хронике «Сокровенное сказание монголов» в 1240 году. Группа бузавов появилась значительно позднее — в XVIII веке, она формировалась из донских калмыков, нёсших постоянную службу в казачьих войсках. Сарт-калмыки являются представителями ойратского племени олёт.
В XVII — середине XX века субэтническое деление калмыков выражалось в существовании у них улусов — обособленных кочевий, примерно соответствовавших какому-либо субэтносу. После перехода большей части калмыков с середины XIX века к оседлому образу жизни улусы получили от российских властей статус административно-территориальных единиц.
В настоящее время деление на родоплеменные группы проявляется в быту и политической жизни народа. Оно поддерживается большой частью российских калмыков, а также калмыками, эмигрировавшими из России (см. раздел История. Эмиграция калмыков в США и страны Европы). В современной литературе специфика калмыцких «малых этносов» получила название «улусизм».
Осколки калмыцкого этноса вошли в состав ряда других народов. Родоплеменные группы под именем калмак входят в состав башкир (калмак), казахов, каракалпаков, киргизов, узбеков (калмак, кува-калмак), сибирских татар (калмаки), туркмен (галмык), хакасов, тарбагатайских киргизов. Толенгиты в составе казахов также имеют калмыцкое происхождение.

### Российская империя
По приблизительным подсчётам, численность калмыков при принятии русского подданства в XVII веке была около 270000 человек, среди них помимо численно преобладавших торгутов, были дербеты (состоявшие из дербетских этногрупп — хойты, чоросы, чоносы, бурулы и пр.), хошуты и другие субэтнические группы. Калмыки осели на Нижней Волге и некоторое время их численность в русских пределах увеличивалась за счёт подхода небольших кочевий из Восточной Сибири и Центральной Азии, но в 1771 году половина калмыков (в основном торгуты и хошуты) ушла в Джунгарию (около 125000 человек, согласно ЭСБЕ количество ушедших калмыков было более 33000 кибиток, или 169000 «душ»; см. раздел История. Исход в Джунгарию).
| Население, выбравшее родным калмыцкий язык | Перепись 1897 г. | Перепись 1897 г. | Перепись 1897 г. |
| Население, выбравшее родным калмыцкий язык | Мужчины          | Женщины          | Оба пола         |
| Российская империя                         | 99390            | 91258            | 190648           |
| в том числе по регионам                    |                  |                  |                  |
| Европейская Россия                         | 89869            | 82959            | 172828           |
| Привислинские губернии                     | 161              | —                | 161              |
| Кавказ                                     | 7787             | 7025             | 14812            |
| Сибирь                                     | 104              | 9                | 113              |
| Средняя Азия                               | 1469             | 1265             | 2734             |

В последние десятилетия существования Российской империи (нач. XX века) калмыцкий народ проживал разрозненно в различных административно-территориальных единицах России, в основном в 8 улусах (Малодербетовском, Манычском, Икицохуровском, Багацохуровском, Харахусовском, Эркетеневском, Яндыко-Мочажном, Хошеутовском) в так называемой «Калмыцкой степи» Астраханской губернии (к началу Первой мировой войны — более 147000 калмыков). Значительная часть калмыков жили в Области войска Донского (13 станиц Сальского округа — 31516 человек в 1914 году) и Ставропольской губернии (Большедербетовский улус — 8517 человек в 1914 году). По территории Терской области кочевали терские и кумские калмыки общей численностью 4000 человек. Также известно о небольших группах калмыков, которые несли службу в составе казачьих войск: Оренбургского (более 1000 человек), Астраханского (более 900 человек) и Уральского (около 700 человек).

### СССР

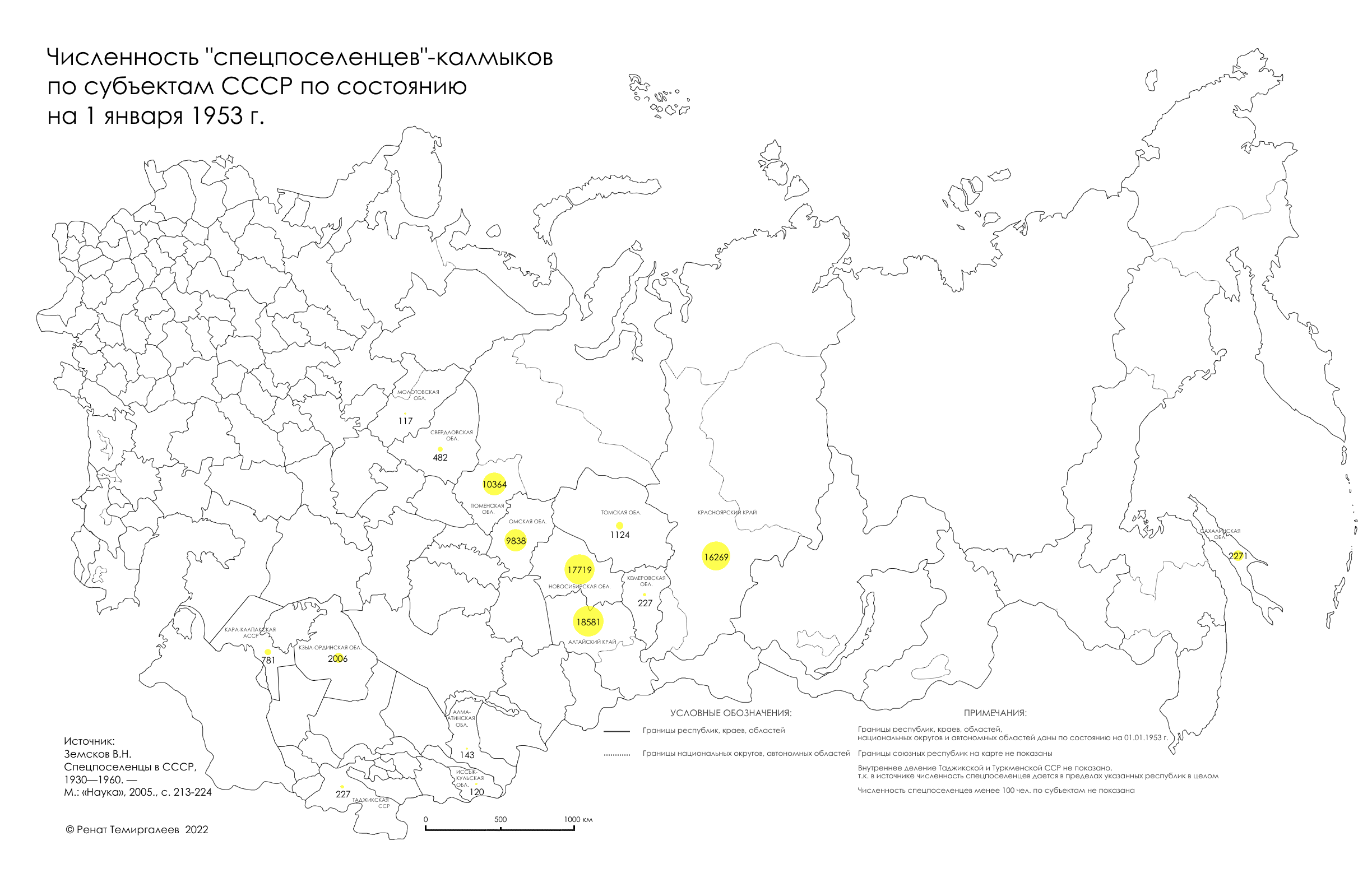
Калмыки в депортации: численность «спецпоселенцев»-калмыков по субъектам СССР на 1 января 1953 года

Вплоть до начала 1950-х численность калмыков в СССР была нестабильной. В этот период прослеживается три периода сокращения численности населения.
Наиболее существенное сокращение численности населения произошло в период гражданской войны и голода 1921—1922 годов. Так, если по переписи 1897 года в Российской империи насчитывалось 190,6 тыс. калмыков, то по переписи 1926 года их осталось 129,3 тыс. человек. Только в период голода 1921—1924 годов в Калмыцкой АССР погибло около 36 тысяч калмыков. Всего в период с 1918 по 1924 год погибло по самым скромным оценкам более 70 тысяч калмыков. Только на территории бывшей Области Войска Донского численность калмыцкого населения сократилась с 30,2 тыс. чел. в 1913 году до 10,75 тыс. чел. в 1920 году.
Значительное сокращение численности населения произошло в период голода 1932-33 годов. Точное число жертв голода по Калмыцкой автономной области, ввиду отсутствия точных и репрезентативных статистических данных, не установлено. По приблизительным оценкам в Калмыкии за 1932—1934 гг. число погибших от голода оценивается в 14,4 тыс. человек.
Очередное резкое сокращение численности населения связано с периодом Великой Отечественной войны и депортации калмыков в Сибирь и отдельные районы Средней Азии. Если согласно переписи 1939 года численность калмыков в РСФСР составила 129,8 тыс. человек, то в 1950 году по сводкам отдела спецпоселений НКВД СССР на учёте числилось 77,9 тыс. калмыков, включая рождённых в период депортации.
Рост численности населения начался только в 1950 годы, тем не менее к моменту распада СССР дореволюционная численность калмыцкого населения достигнута не была.
|                                         | Перепись 1926 года                       | Перепись 1939 года        | Перепись 1959 года        | Перепись 1970 года        | Перепись 1979 года        | Перепись 1989 года        |
| СССР                                    | 129 321 не включая сарт-калмаков (2 793) | ↗134 402 с сарт-калмыками | ↘106 066 с сарт-калмыками | ↗137 194 с сарт-калмыками | ↗146 631 с сарт-калмыками | ↗173 821 с сарт-калмыками |
| в том числе по Союзным республикам      |                                          |                           |                           |                           |                           |                           |
| РСФСР в том числе в Калмыцкой АО / АССР | 129 200 107 026                          | ▬129 809 ▬107 315         | ↘100 603 ↘64 882          | ↗131 318 ↗110 264         | ↗140 103 ↗122 167         | ↗165 821 ↗146 316         |
| Украинская ССР                          | 92                                       | ↗791                      | ↘321                      | ↗456                      | ↗508                      | ↗635                      |
| Белорусская ССР                         | 1                                        | ↗96                       | ↘70                       | ↘34                       | ↗48                       | ↗102                      |
| Молдавская ССР                          | —                                        | —                         | 7                         | ↗38                       | ↘27                       | ↗41                       |
| Казахская ССР                           | —                                        | ↗564                      | ↗1 861                    | ↘878                      | ↗973                      | ↗1 127                    |
| Киргизская ССР                          | —                                        | ↗ 2 965                   | ↘2 443                    | ↗3 887                    | ↗4 437                    | ↗5 050                    |
| Таджикская ССР                          | —                                        | ↗35                       | ↗217                      | ↘123                      | ↘114                      | ↘120                      |
| Туркменская ССР                         | 2                                        | ↗25                       | ↗31                       | ↘29                       | ↗44                       | ↗103                      |
| Узбекская ССР                           | 18                                       | ↗72                       | ↗371                      | ↘239                      | ↘221                      | ↗517                      |
| Закавказская СФСР                       | 8                                        | —                         | —                         | —                         | —                         | —                         |
| Азербайджанская ССР                     | —                                        | ↗21                       | ↗45                       | ↗73                       | ↘43                       | 46                        |
| Армянская ССР                           | —                                        | 4                         | ↗27                       | ↘13                       | ↘15                       | ↗39                       |
| Грузинская ССР                          | —                                        | ↗ 20                      | ↗43                       | ↗47                       | ↘11                       | ↗103                      |
| Латвийская ССР                          | —                                        | —                         | ↗11                       | ↗24                       | 22                        | 43                        |
| Литовская ССР                           | —                                        | —                         | 7                         | ↗26                       | ↗51                       | ↘46                       |
| Эстонская ССР                           | —                                        | —                         | 9                         | ▬ 9                       | ↗ 14                      | ↗28                       |

Дополнительно:
|                                  | Всё население | Всё население | Всё население | Городские поселения | Городские поселения | Городские поселения | Сельское население | Сельское население | Сельское население |
| Мужчины                          | Женщины       | Оба пола      | Мужчины       | Женщины             | Оба пола            | Мужчины             | Женщины            | Оба пола           |                    |
| СССР                             | 66650         | 62671         | 129321        | 1182                | 488                 | 1670                | 65468              | 62183              | 127651             |
| в том числе по республикам       |               |               |               |                     |                     |                     |                    |                    |                    |
| РСФСР в том числе в Калмыцкой АО | 66570 54767   | 62630 52259   | 129200 107026 | 1151 —              | 478 —               | 1629 —              | 65419 54767        | 62152 52259        | 127571 107026      |
| Украинская ССР                   | 54            | 38            | 92            | 11                  | 8                   | 19                  | 43                 | 30                 | 73                 |
| Узбекская ССР                    | 16            | 2             | 18            | 14                  | 1                   | 15                  | 2                  | 1                  | 3                  |
| Закавказская СФСР                | 8             | —             | 8             | 4                   | —                   | 4                   | 4                  | —                  | 4                  |
| Туркменская ССР                  | 2             | —             | 2             | 2                   | —                   | 2                   | —                  | —                  | —                  |
| Белорусская ССР                  | —             | 1             | 1             | —                   | 1                   | 1                   | —                  | —                  | —                  |

|                                  | Всё население | Всё население | Всё население | Городские поселения | Городские поселения | Городские поселения | Сельское население | Сельское население | Сельское население |
| Мужчины                          | Женщины       | Оба пола      | Мужчины       | Женщины             | Оба пола            | Мужчины             | Женщины            | Оба пола           |                    |
| СССР                             | 70470         | 63932         | 134402        | 6578                | 4425                | 11003               | 63892              | 59507              | 123399             |
| в том числе по республикам       |               |               |               |                     |                     |                     |                    |                    |                    |
| РСФСР в том числе в Калмыцкой АО | 67442 54841   | 62367 52474   | 129809 107315 | 5935 3899           | 4145 3478           | 10080 7377          | 61507 50942        | 58222 48996        | 119729 99938       |
| Украинская ССР                   |               |               |               |                     |                     |                     |                    |                    |                    |
| Узбекская ССР                    |               |               |               |                     |                     |                     |                    |                    |                    |
| Закавказская СФСР                |               |               |               |                     |                     |                     |                    |                    |                    |
| Туркменская ССР                  |               |               |               |                     |                     |                     |                    |                    |                    |
| Белорусская ССР                  |               |               |               |                     |                     |                     |                    |                    |                    |

### Российская Федерация

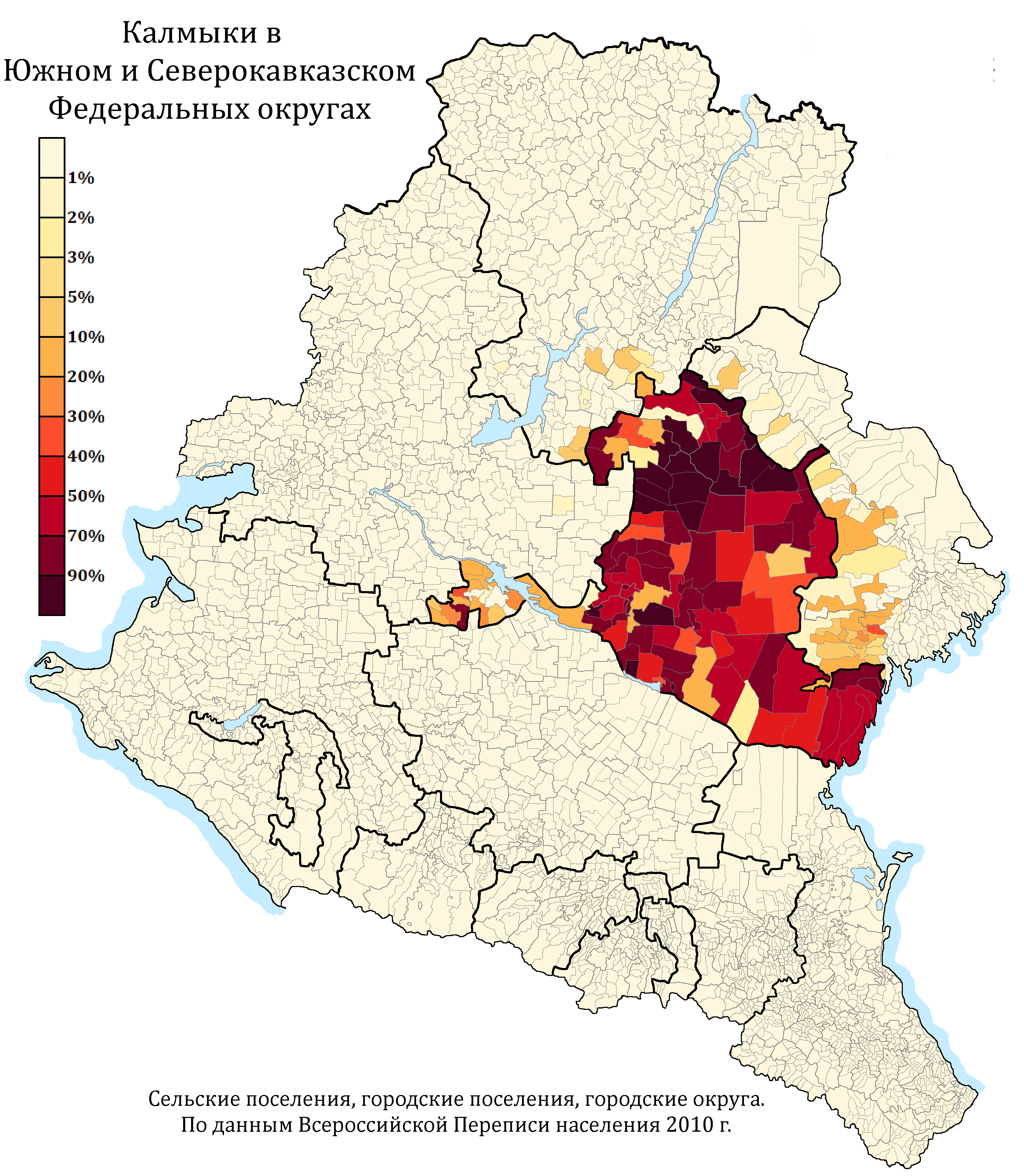
Расселение калмыков в ЮФО и СКФО по городским и сельским поселениям в %, перепись 2010 г.

В переписи 2002 года самоидентификация некоторых респондентов, отнесённых к калмыкам была: большие дербеты, малые дербеты, дервюды, торгоуты, торгуты, хойты, элеты, хошуты, хошеуты, бузавы и ойраты.
|                                                        | Перепись 2002 года | Перепись 2010 года |
| Российская Федерация в том числе в Республике Калмыкия | ↗173 996 ↗155 938  | ↗183 372 ↗162 740  |
| в том числе по Федеральным округам                     |                    |                    |
| Центральный                                            | 2803               |                    |
| Северо-Западный                                        | 902                |                    |
| Южный                                                  | 167 055            |                    |
| Приволжский                                            | 882                |                    |
| Уральский                                              | 684                |                    |
| Сибирский                                              | 1304               |                    |
| Дальневосточный                                        | 366                |                    |

### Доля калмыков по районам и городам России (по переписи 2010 года)
(указаны муниципальные образования, где доля калмыков в численности населения превышает 5 %):
| муниципальный район, городской округ | Субъект РФ           | % калмыков |
| Кетченеровский МР                    | Калмыкия             | 87,9       |
| Юстинский МР                         | Калмыкия             | 77,4       |
| Ики-Бурульский МР                    | Калмыкия             | 68,7       |
| ГО город Элиста                      | Калмыкия             | 66,5       |
| Яшкульский МР                        | Калмыкия             | 66,4       |
| Октябрьский МР                       | Калмыкия             | 65,3       |
| Целинный МР                          | Калмыкия             | 59         |
| Черноземельский МР                   | Калмыкия             | 56,6       |
| Лаганский МР                         | Калмыкия             | 54,7       |
| Малодербетовский МР                  | Калмыкия             | 53,4       |
| Сарпинский МР                        | Калмыкия             | 31,3       |
| Приютненский МР                      | Калмыкия             | 31,2       |
| Городовиковский МР                   | Калмыкия             | 25,1       |
| Лиманский МР                         | Астраханская область | 9,7        |
| Яшалтинский МР                       | Калмыкия             | 9,7        |

### Кыргызстан
В Кыргызстане проживает специфическая субэтническая группа киргизов ойратского происхождения — «сарт-калмыки». В некоторых случаях их причисляют к калмыкам. Общая численность сарт-калмыков в Кыргызстане по данным переписей населения изменялась следующим образом:
- 1989 — 5050 чел.
- 1999 — 5824 чел.
- 2009 — 4188 чел.

Большинство сарт-калмыков Кыргызстана сконцентрированы в Иссык-Кульской области, где их численность составляла в 1999 году 5314 чел. (в том числе 952 горожанина и 4362 сельских жителя), а к 2009 году сократилась до 3801 чел. (в том числе 709 горожан и 3092 сельских жителя).
По территории Иссык-Кульской области проживание сарт-калмыков в 2009 году распределялась следующим образом:
- г. Каракол — 679 чел. или 1,0 % его населения в том числе:

— в собственно городе Каракол — 544 чел. или 0,9 % населения;
— в посёлке Пристань-Пржевальск 135 чел. или 4,6 %;
- Ак-Суйский район — 2805 чел. или 4,4 % населения;
- Тюпский район — 171 чел. или 0,3 % населения.

### США и Европа
В XX веке часть калмыков эмигрировала из России и СССР. Наиболее крупные диаспоры калмыков проживают в США (около 2000 человек) и во Франции (около 1000 человек).
В США калмыки проживают в штате Нью-Джерси (города Хауэлл, Нью-Брансуик) и в штате Пенсильвания (город Филадельфия). Сохранилось деление на этногруппы: бузавы, торгоуты и дербеты. Неформальной столицей калмыцкой диаспоры в США считается Хауэлл — город-побратим Элисты, одна из улиц которого названа Калмыцкой (англ. Kalmuk road). Многие новые калмыцкие эмигранты селятся в урбанизированных американских штатах — Нью-Йорке, Вашингтоне, Калифорнии, Флориде, привлекаемые тем, что здесь легче найти работу и больше прочих возможностей.

## История
В конце XVI — начале XVII веков проживающие в Джунгарии и соседних регионах племена западных монголов (ойратов) разделились: одна часть откочевала в район озера Кукунор, другая, оставшись на месте, составила основное население Джунгарского ханства, а третья — переместилась в пределы Русского царства. В этой статье представлена история последней группы с периода разделения по наши дни, именуемая сейчас «калмыками» (историю других групп см. Ойраты, Джунгарское ханство и Хошутское ханство).

### В составе Российского государства

#### Переселение из Джунгарии (конец XVI — начало XVII вв.)

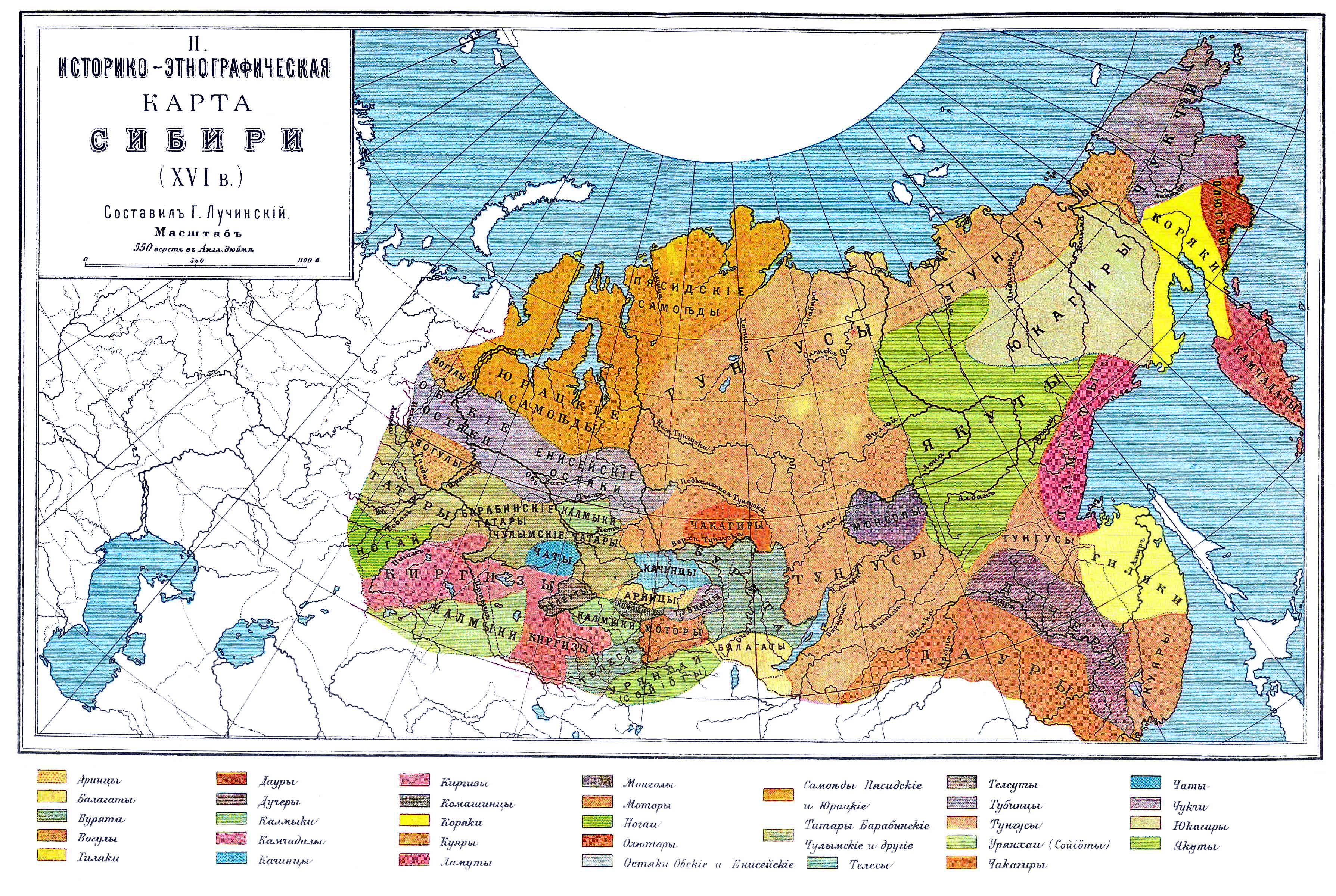
Калмыки в XVI веке на карте Г. Лучинского

В конце XVI — начале XVII века происходило перемещение калмыков из Джунгарии и с современной территории Восточного Казахстана на северо-восток в сибирские пределы Русского государства — в земли по рекам Иртышу, Оми и Ишиму; позже кочевья сместились юго-западнее — на Нижнюю Волгу и в Северный Прикаспий. Здесь максимальная территория кочевий калмыцких племён имела границы: на юге — до реки Терек, на севере — до реки Самары, на западе — до реки Дон и на востоке — до реки Яик (Урал) (позже ареал проживания уменьшался и примерно стал соответствовать границам современной Республики Калмыкия).

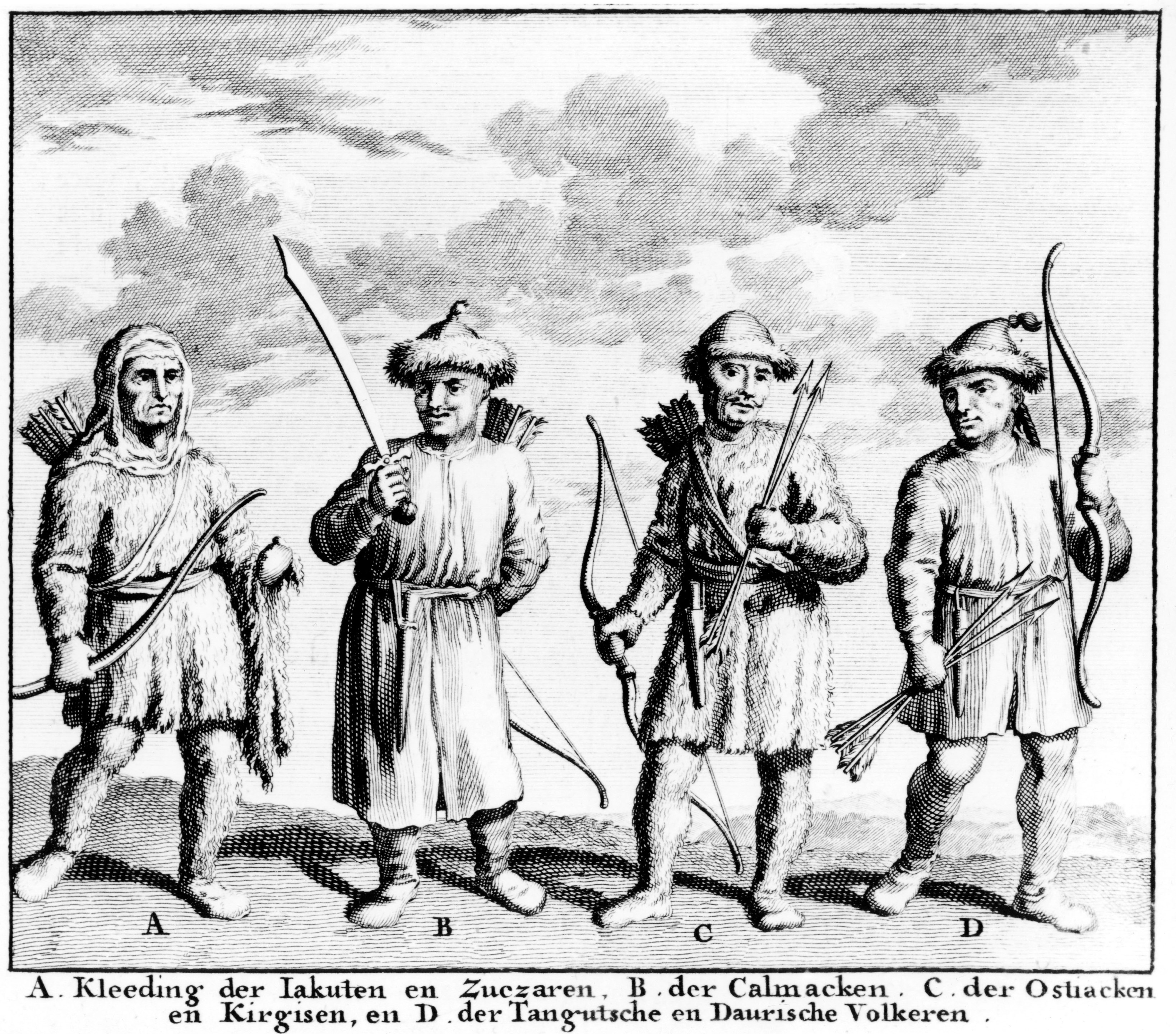
Обитатели Тартарии. Николас Витсен. Калмык с саблей

Причины, приведшие к откочёвке указанных ойратских феодалов из Джунгарии, кроются в социально-экономических условиях и в особенностях внешнеполитической обстановки ойратского общества того периода. В официальной историографии советского периода считалось, что к этому времени в ойратском обществе создалась тяжёлая, кризисная обстановка, которая якобы была вызвана двумя основными причинами. С одной стороны, обнаружилась общая недостаточность пастбищных территорий, явившаяся следствием естественного роста поголовья. С другой стороны, обострилась междоусобная борьба в среде феодальных правителей, что явилось причиной такого перемещения части ойратов (калмыков, в большинстве торгуты, дербеты, хошуты и другие).

#### Вхождение в состав Российского государства (XVII в.)
Источники свидетельствуют, что первые сведения об ойратах проникли к русским не ранее середины XVI века. Ойраты, пришедшие к границам России, в русских источниках именуются калмыками.
Упоминание о калмыках мы встречаем в указе царя Ивана IV от 30 мая 1574 года на имя Строгановых, в котором последним повелевалось поощрять торговлю с соседними народами, в том числе с калмыками. В дальнейшем, когда калмыки, двигаясь в северо-западном направлении, пришли в прямое соприкосновение с русскими людьми, начались официальные контакты между ними и русскими властями Сибири, а затем и непосредственные посольские их отношения с правительством Русского государства. В первой трети XVII века начинаются тесные контакты и периодические конфликты калмыков с Русским Царством.
В этот период калмыцкими тайши было дано множество шертей — присяг на верность русскому царю, они часто принимали шерти и также часто нарушали их. Это непостоянство исследователь XIX века Ф. А. Бюлер охарактеризовал особенностями кочевников:
«… присяга в верности кочевых азиатских племён в глазах их самих не заключает в себе ничего святого. Она для них лёгкое средство для достижения предполагаемых выгод и нарушить её при первом удобном случае им ничего не значит…».
14 февраля 1608 года они были приняты в Москве царём Василием Шуйским. От имени калмыцких (дербетских и торгутских) тайшей — дербетского Далай-Батыра и торгутского Хо-Урлюка они просили принять их с сыновьями и внуками «под царскую руку» и об освобождении тех калмыков, которые попали в плен во время имевшего места столкновения с русскими служилыми людьми. Совершенно очевидно, что царское правительство было обрадовано наметившимся соглашением с калмыками. Не располагая в Сибири достаточной вооружённой силой, русское правительство избегало обострения отношений с местными народами, кочевавшими вблизи русских владений или в их пределах. Вот почему в указных грамотах от 20 августа 1609 года правительство повелевает тарскому воеводе отправить к Далаю, Урлюку и другим тайшам служилых людей и привести владетелей к шерти. Калмыкам был разрешён свободный торг в сибирских городах, тайшей и их посланцев повелевалось беспрепятственно пропускать в Москву, обеспечивая кормом и подводами. Дата окончательного вхождения Калмыцкого ханства в состав России остаётся предметом дискуссий. По мнению одних учёных, около 1657 года процесс вхождения калмыков в Русское царство был завершён. Другие исследователи считают, что Калмыцкое ханство окончательно утратило суверенитет только после того, как в 1722 году хан Аюка обратился к Петру I с просьбой помочь ему передать власть младшему сыну Церен-Дондуку в обход потомства скончавшегося к этому моменту старшего сына Чакдорджаба.

#### Калмыцкое ханство (2-я пол. XVII — 2-я пол. XVIII вв.)
Владения калмыцких племён на Нижней Волге и в Северном Прикаспии, основу которых первоначально составляли кочевья торгутского тайши Хо-Урлюка, принято называть в историографии Калмыцким ханством. Ханы, а позднее наместники этого образования частью подчинили себе других кочевников этого региона (Больших Ногаев), а частью вытеснили их в Крым и на Кавказ (Малых Ногаев). Помимо войн с ногаями и русскими, экспансия калмыков выразилась в частых столкновениях с казахами, киргизами и Кабардой.
Кавалерия калмыков, сначала как союзническая, позже как нерегулярная часть русской армии, принимала участие во многих войнах Российской империи — в Северной войне (1700—1721, 3-тысячный отряд в Полтавской битве), в русско-турецких войнах (1672 год — российско-калмыцкий поход на Азов, 1711 год — 20 000 калмыков тайши Аюки-хана приняли участие в Кубанской экспедиции П. М. Апраксина, 1735—1739 годы — участие калмыцкого хана Дондук-Омбо самостоятельно и в составе корпуса фельдмаршала П. П. Ласси в походах на Кубань, взятии городов Азова и Темрюка, а также в походах на Крым). В русско-польской войне (1654—1667), в русско-шведской войне (1741—1743), в семилетней войне (1756—1763), в персидском походе (1722—1723). Несмотря на подданство Калмыцкого ханства, иногда между калмыками и Российским государством происходили боевые столкновения и грабежи. Так во время внутреннего военного противостояния различных калмыцких тайши, «владелец» Дондук-Омбо в 1734 году устроил набег калмыков на Украину, и также участвовал в различных конфликтах с русской армией на Дону и Кубани.
От представителей аристократии Калмыцкого ханства произошли некоторые российские дворянские роды (также кабардино-адыгские) — Калмыковы, Дондуковы. Ханство просуществовало с 1633 по 1771 год, когда было упразднено по указу императрицы Екатерины II, в связи с массовым исходом калмыков в Джунгарию.

#### Исход в Джунгарию (1771 г.)
В 1771 году произошёл исход большой части калмыков с берегов Волги в Джунгарию, находившуюся под управлением маньчжурской империи Цин. Называют две основные причины этого события:
1. влияние маньчжуро-китайской дипломатии цинского Пекина, который хотел привлечь волжских калмыков для содействия в успехе разрешения джунгарского вопроса;
2. притеснения калмыков правительством России[64].

Ещё во время вмешательства российского правительства в вопрос о наследии наместничества в Калмыцком ханстве в 1724, ханшей Дармабалой (вдовой Аюки-хана) высказано было одно из первых предложений откочевать в Джунгарию.
Весной 1771 года большая часть калмыцких (в основном торгутских и хошутских) нойонов во главе с ханом Убаши совершили семимесячный переход с берегов Волги на территории, контролируемые империей Цин, уведя с собой около половины калмыков (торгутов и хошутов). Они двинулись через Урал и Казахскую степь к озеру Балхаш (не вышли с ними только те калмыки (торгуты и хошуты), которые жили на правом берегу Волги и не могли присоединиться к прочим в связи с разливом реки). Болезни, голод, падёж скота, смерть людей, конфликты с казахами и кыргызами сопровождали это переселение.
Основная часть дербетских улусов и дербетских нойонов со своими войсками остались на местах своих кочёвок на Дону, Волге и Северном Кавказе, так как были несогласны с откочёвкой в подданство Маньчжурской империи Цин и не хотели покидать привольные пастбища в междуречье Дона и Волги и в степях Северного Кавказа. Кроме них, на местах своих кочевий на Волге и в междуречье Волги и Яика (Урала) осталась часть торгутских и хошутских улусов.
Остальная часть калмыцкого народа (в основном торгутов и хошутов) благодаря политике наиболее крупных из торгутских и хошутских нойонов — советников наместника Калмыцкого ханства Убаши — нойона, который в силу молодого возраста и отсутствия жизненного опыта находился под их влиянием, а также под влиянием высшего буддистского духовенства, составившего астрологический прогноз и высчитавшего благоприятный для откочёвки год и месяц, отправилась в состав Маньчжурской империи Цин. По различным историческим источникам, из 140—170 тысяч человек до Цинской империи дошли от 70 до 75 тысяч человек. Остальные погибли в пути от голода, холода, болезней, нападений казахских и кыргызских племён или попали в плен к племенам Центральной Азии.
Лишившись более половины своего населения и половины своей армии и народа после ухода Убаши, Калмыцкое ханство значительно ослабло и было упразднено в октябре 1771 года по указу императрицы Екатерины II. Позднее, в 1800 году император Павел I благодаря ходатайствам дербетского тайши Чучея Тундутова, за боевые заслуги оставшихся в России дербетов и торгутов, восстановил Калмыцкое ханство, но ханская власть тогда была ограничена, однако после дворцового государственного переворота и убийства императора Павла I, и изменившейся вследствие этого государственной политики, позднее в 1803 году при императоре Александре I Калмыцкое ханство было снова упразднено.

#### Крещёные калмыки (XVIII—XIX вв.)

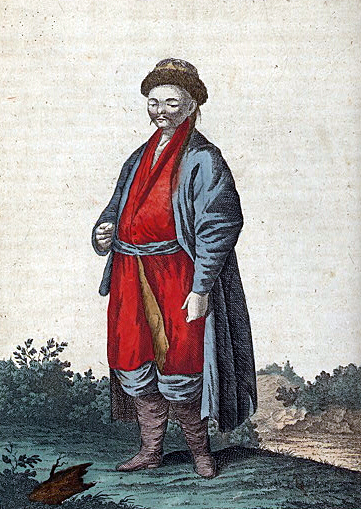
Калмык. Иллюстрация Иоганна Готлиба, 1781 г.

Политика Российского правительства на христианизацию калмыков дала 15 ноября 1724 года ощутимые результаты, когда калмыцкий тайши Баксадай-Дорджи для захвата власти и надёжной поддержки со стороны властей крестился. Восприемником Баксадай-Дорджи (новое имя — Пётр Тайшин) стал сам Пётр I, даровавший ему титул князя и власть над всеми крещёными калмыками. В другом источнике сказано, что Князь Пётр Тайшин, в 1736 году, просил иностранную коллегию о том, чтобы ему было вверено управление всеми крещёными калмыками, и его просьбу было решено уважить, но князь умер в том же году.
После смерти Петра Тайшина, 20 июня 1737 года, императрицей Анной Иоанновной была жаловала грамота его жене — крещёной калмыцкой княгине Анне Тайшиной, в которой было записано об основании города — Ставрополя (современный Тольятти), как административного центра земли, выделенной крещёным калмыкам, а также с целью защиты пограничных территорий Российской империи от набегов соседних кочевых народов. Строительство крепости началось весной 1738 года, а в сентябре сюда и окрестные сёла было переселено более 2200 калмыков. В 1739 году было образовано Ставропольское калмыцкое войско — иррегулярное воинское формирование, но постепенно русское население в городе стало преобладать над калмыцким, возможно это было связано с образом жизни калмыков, которые предпочитали в основном кочевать в окрестностях Ставрополя.
В 1842 году указом Николая I калмыков переселяют в Оренбургские степи и они навсегда покидают город. В Тольятти сейчас одна из улиц в старом городе названа Калмыцкой.
Хотя формально ставропольские калмыки и были христианами, на протяжении тех ста лет, что они прожили в Самарском крае, они тайно практиковали буддизм. До сих пор археологи находят статуэтки будд в окрестностях Тольятти, а в краеведческом музее выставлена редкая бронзовая фигура улыбающегося Будды Шакьямуни.

#### В составе Российской империи (кон. XVIII — нач. XX вв.)
После упразднения Калмыцкого ханства в 1771 году его территория была включена в Астраханскую губернию, в составе которой калмыки были разделены на 8 (позже 9) улусов. Управлялись эти улусы каждый собственным тайшой, при котором имелся российский пристав. В 1800 году император Павел I восстановил Калмыцкое ханство, но через три года — в 1803 году император Александр I снова упразднил его.
Набираемая из калмыков кавалерия, как нерегулярная часть русской армии, принимала участие в русско-шведской войне 1788—1790 годов, в войне 1807 года с французами и в Отечественной войне 1812 года. Калмыцкие формирования — Первый Астраханский калмыцкий полк, сформированный из калмыков Малодербетовского улуса Астраханской губернии под командованием своего дербетовского нойона (князя) Джамба Тайши Тундутова, Второй Астраханский калмыцкий полк — из калмыков хошеутовского и торгоутовских улусов Астраханской губернии под командованием своего хошеутовского нойона капитана Серебджаба Тюменя и Ставропольский калмыцкий полк в составе корпуса генерала М. И. Платова участвовали в Бородинском сражении, заграничных походах русской армии и были на параде войск победителей в Париже.

### СССР (1917—1992 гг.), Российская Федерация (с 1992 г.)

#### Февральская, Октябрьская революции и гражданская война в России (1917—1922/1923 гг.)
После февральской революции в России к власти приходит Временное правительство, которое 1 июля 1917 года приняло решение о выделении территории астраханских калмыков (в «Калмыцкой степи» на землях Астраханской губернии) в «Степную область калмыцкого народа» с центром в Элисте.
С началом большевистской аграрной реформы в феврале 1918 года начинается период разделения калмыков на 2 лагеря: часть приняла новый строй, другая (в особенности донские калмыки Области Войска Донского) оказались в рядах Белой Армии. Казачий офицер И. Д. Попов сформировал и успешно командовал калмыцким отрядом (участвовал в «Степном походе» атамана П. Х. Попова). Его отряд, и многие сочувствующие «белому движению» калмыки, примкнули к Донской Армии, а по окончании гражданской войны, после её разгрома, ушли в эмиграцию с остатками армии П. Н. Врангеля (известно об объединении в Праге калмыцких белоэмигрантов в благотворительный союз «Хальмг тангчин тук» — Знамя калмыцкого народа).
В то же время бывший командир эскадрона в конном полку Будённого калмык Ока Городовиков летом 1920 года командовал 2-й Конной армией.

#### Довоенный период (1920—1941 гг.)

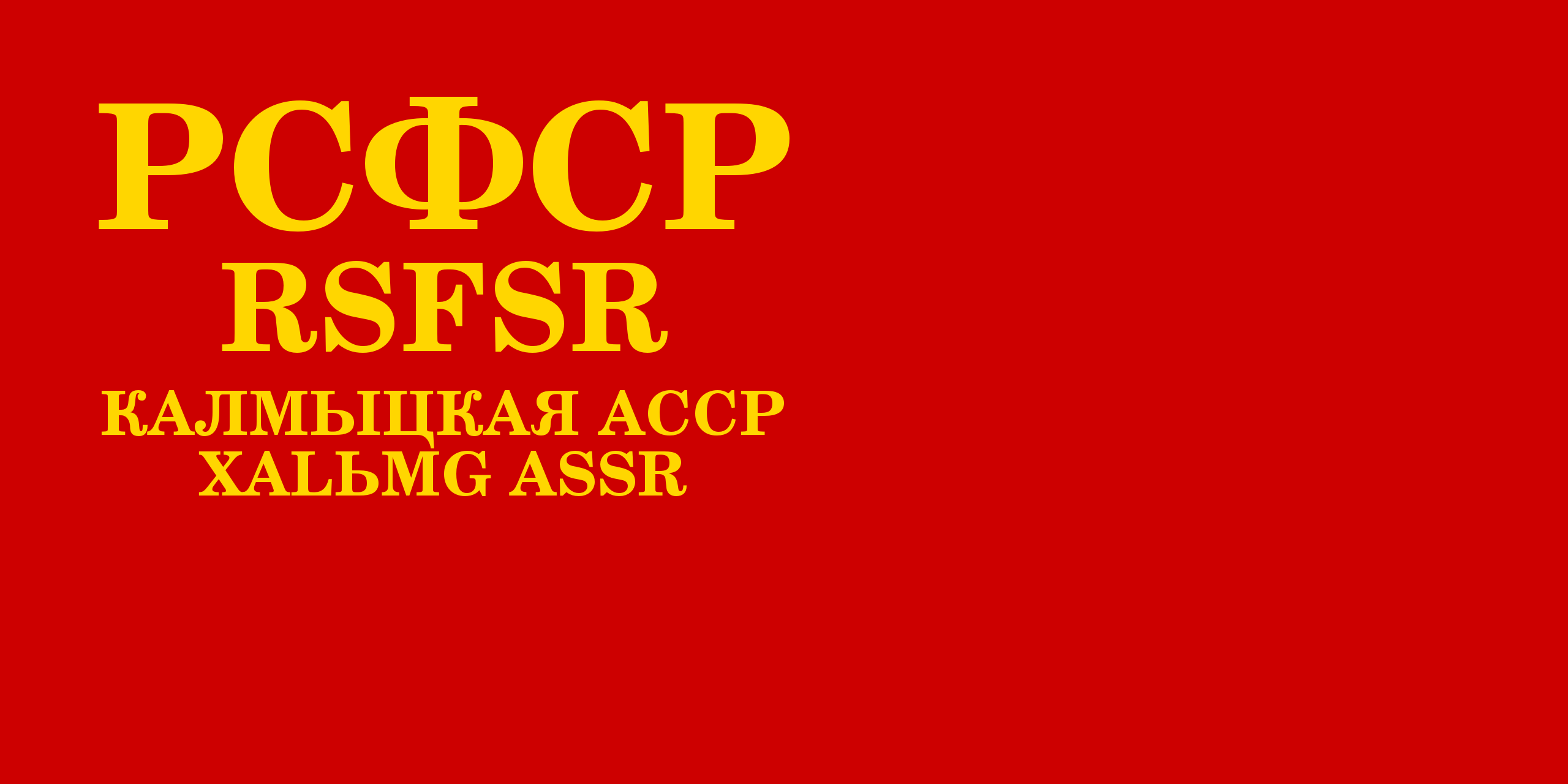
Вероятное изображение флага в 1937—1943 гг.
Калмыцкая АССР (1935—1943)

В начале 1920 года большевики заняли территории «Степной области калмыцкого народа», 4 ноября того же года Постановлением ВЦИКа и СНК РСФСР была образована Калмыцкая автономная область (также — Автономная область калмыцкого трудового народа) (до 1928 года с центром в Астрахани, после — в городе Элисте). С 1928 года автономная область входила в состав Нижневолжского края, с 1934 года — в состав Сталинградского края.
Сюда же в 1922—1925 гг. переселили донских калмыков, что, как и всякое переселение, не прибавило среди них популярности существовавшей власти.
20 октября 1935 года Калмыцкая автономная область была выведена из состава Сталинградского края и преобразована в Калмыцкую Автономную Советскую Социалистическую Республику.
В довоенный период проводилась активная национальная политика Советской власти среди калмыков, главными направлениями которой были в экономической сфере — обоседление и коллективизация, в культурной — ликвидация неграмотности и борьба с религией. 

Обоседление калмыков — 56 % в прошлом кочевых хозяйств к 1932 году стали вести оседлый образ жизни, а к 1936 году процесс оседания кочевого и полукочевого населения в основном закончился. Эта деятельность властей проходила в тесной связи с коллективизацией и сопровождалась ликвидацией кулачества.

Ликвидация неграмотности — помимо несомненно положительного эффекта, эта политика сопровождалась управленческой некомпетентностью (калмыцкий алфавит был переведён с латиницы на кириллицу за два десятилетия четыре раза только на русской основе и шесть раз, если учитывать все алфавиты) это создало трудности с обучением и дальнейшим применением знаний у целого поколения калмыков.

Антирелигиозная политика — сначала выразилась в антибуддийской пропаганде, повышении налогов для лам, снятии с поста главы калмыцких буддистов Бакши Чимида Балданова, и к 1937 году достигла своего пика — уничтожение хурулов, уничтожение ритуальных принадлежностей, текстов и статуй.
В 20—30-е гг. XX века калмыцкое население сменило хозяйственно-культурный тип, стало почти полностью оседлым (либо полуоседлым), и начало переходить на русский язык. Так Советское правительство формировало единый коммунистический социум — «советский народ», в котором предстояло занять своё место и калмыкам.

#### Великая Отечественная война и послевоенный период
Тема участия калмыцкого народа в Великой Отечественной войне долгое время в СССР, и некоторое время в Российской Федерации, была под неким негласным политическим табу в связи с проблемой «калмыцкого вопроса» — перехода части населения на сторону фашистской Германии. Мнимость такого запрета очевидна, так как несмотря на имевший место коллаборационизм (например Калмыцкий кавалерийский корпус), большая часть калмыков героически защищала свою родину в рядах Красной Армии (среди калмыков много получивших различные награды за боевые заслуги, из них 9 Героев Советского Союза).
В 1942 году в ходе наступления немецких войск часть территории Калмыцкой АССР была временно оккупирована германскими войсками.

#### Депортация калмыков
В 1943 году территория Калмыцкой АССР освобождена от немецкой оккупации, однако органы государственной власти Калмыцкой АССР восстановлены не были. В декабре 1943 года в соответствии с Указом Президиума Верховного Совета СССР Калмыцкая АССР упразднена и её территория присоединена к Астраханской области (город Элиста был переименован в Степной), а значительная часть калмыков была депортирована в районы Сибири, Средней Азии, Казахстана, Узбекистана, Алтая.
Следствием репрессий стала гибель около 1/2 депортированных, утрата многих элементов и черт материальной и духовной культуры.
17 марта 1956 года калмыки были реабилитированы.

#### 2-я пол. XX — нач. XXI вв.
В 1957 году Калмыцкая АО была восстановлена в составе Ставропольского края, с несколько уменьшенной территорией; почти все выселенные калмыки и их потомки, родившиеся в местах высылки, возвратились на прежние места проживания. В 1958 году был восстановлен статус Калмыцкой АССР.
В 1990 году Верховный Совет Калмыцкой АССР принял Декларацию о государственном суверенитете Калмыцкой ССР в составе РСФСР в обновлённом Союзе ССР. Калмыцкая ССР с 1992 года стала называться Республика Калмыкия — Хальмг Тангч, которая по Конституции Российской Федерации получила статус субъекта Федерации.
Пятого апреля 1994 года было принято «Степное Уложение» (Конституция Республики Калмыкия), по которой Республика Калмыкия — Хальмг Тангч была переименована в Республику Калмыкия.

Флаг в 1958—1992 гг. Калмыцкая АССР (1958—1990 гг.) Калмыцкая ССР (1990—1992 гг.)
Флаг в 1992—1993 гг. Республика Калмыкия — Хальмг Тангч (1992—1994 гг.)
Флаг с 1993 года Республика Калмыкия (c 1994 года)

### Эмиграция калмыков в США и страны Европы
В различные периоды истории XX века часть калмыков эмигрировала из России/СССР в так называемые «страны запада». Калмыцкая диаспора в США и странах Европы состоит из калмыков «трёх волн» эмиграции: 1) потомки тех, кто покинули Россию после Октябрьской революции и гражданской войны (1917—1922/1923), главным образом в составе казаков Войска Донского; 2) потомки покинувших СССР во время Великой Отечественной войны (1941—1945); 3) эмигранты 1990-х годов.
Калмыки «первой волны» эмигрировали из России в Сербию, Болгарию, небольшая часть поселилась во Франции, Румынии и Чехии. Как и большинство русских эмигрантов их статус был неопределённым, они имели лишь нансеновские паспорта.
В 1945 году продвижение Советской армии на Балканы заставило осевших здесь калмыков-эмигрантов «первой волны» и пополнивших их ряды калмыков «второй волны» переселяться в Германию, так как НКВД разыскивало и преследовало переселенцев, арестовывая их и отправляя в лагеря ГУЛАГа. Перебравшись на территории, оккупированные союзниками (в лагеря для перемещённых лиц под Мюнхеном), калмыки, после отказов в гражданстве от семнадцати стран, в 1951 году смогли выехать в США благодаря помощи русских эмигрантов.
Проблемой перемещения в США была война в Корее (1950—1953), которую США как раз вели в этот период, и в связи с этим ограничили получение гражданства лицам азиатского происхождения. При помощи представительницы русского графского рода Толстых — А. Л. Толстой (дочери писателя Л. Н. Толстого), развернувшей кампанию в прессе в поддержку калмыков, им удалось решить этот вопрос в Верховном суде США. Толстовским фондом был инициирован приезд калмыков в Америку, также фонд участвовал в судебном процессе семьи калмыков Ремелевых в получении гражданства США. Верховный суд США согласился, что хотя исторически калмыки происходили из Азии, но 350 лет жили в европейской среде. На этом основании было признано, что этногенез калмыков сродни этногенезу венгров и финнов, теперешних европейцев, таким образом калмыки, доказали свою европейскую принадлежность и получили право на американское гражданство.
Наиболее крупные диаспоры калмыков образовались в США (около 2000 человек) и во Франции (около 1000 человек).

## Культура

### Поселения и жилища

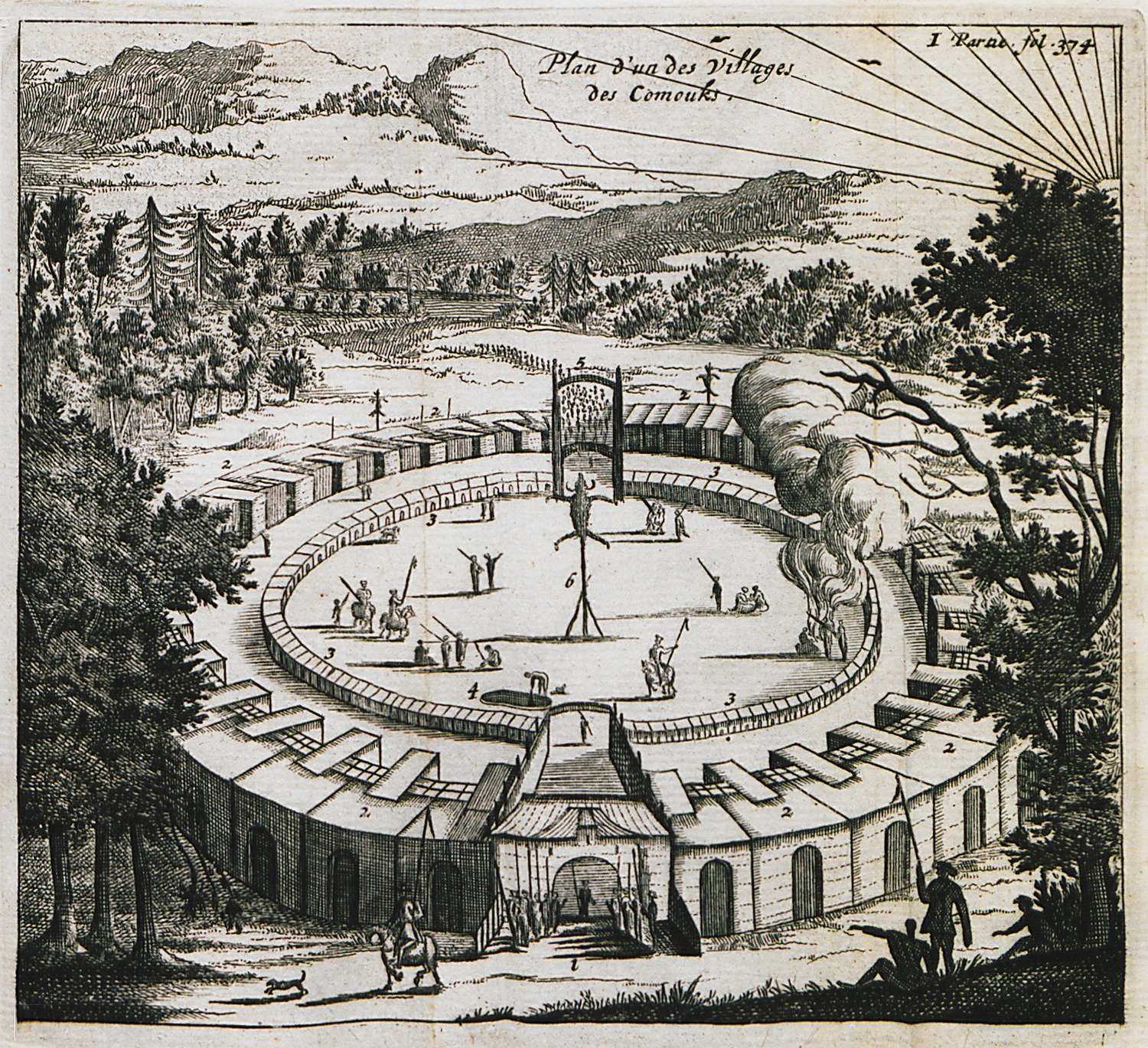
План калмыцкого поселения. Жан-Батист Тавернье, 1712 г.

До начала XX в. традиционные поселения калмыков (хотоны) имели семейно-родственный характер. Для них была характерна планировка в форме круга из переносных жилищ, в центр его загоняли скот, там же проводили общественные сходки. С XIX в. появились стационарные поселения с линейной планировкой. Основным жилищем кочевых калмыков была кибитка (юрта монгольского типа). Её деревянный остов состоял из 6-12 складных решёток, круга в верхней части, который соединялся с решётками длинными изогнутыми рейками. Дверь делалась двустворчатой. Левая от входа сторона считалась мужской, здесь были конская упряжь, обработанные шкуры, кровать для хозяев, постельные принадлежности; справа от входа располагалась женская половина с кухонной утварью. В центре был очаг, над ним на треножнике ставили котёл, за очагом было почётное место, куда сажали гостей. Пол застилали войлоками. Другим переносным жилищем кочевых калмыков была юрта, устанавливаемая на повозку. Стационарными жилищами сначала были землянки и полуземлянки из сырцовых или нарезанных из дёрна кирпичей, а с XIX века стали распространяться строения русского типа, бревенчатые и кирпичные. 

### Традиционная одежда
Мужской одеждой калмыков была рубаха с длинными вшивными рукавами и круглым вырезом ворота (она имела белый цвет) и синие или полосатые штаны. Поверх них носили сшитый в талию бешмет и ещё одни штаны, обычно суконные. Бешмет подпоясывался кожаным ремнём, богато орнаментированным серебряными бляхами, он был показателем благосостояния владельца, к поясу с левой стороны подвешивали нож в ножнах. Мужским головным убором была меховая шапка типа папахи или барашковая ушанка. Парадные головные уборы имели красную шелковую кисть, потому соседние народы называли калмыков «краснокисточные». Обувью были мягкие кожаные сапоги чёрного или красного цвета со слегка загнутыми носами, их носили с войлочным чулком-вкладышем зимой и холщовыми портянками летом. Женская одежда была более разнообразна. Она состояла из белой длинной рубахи с открытым воротом и разрезом спереди до талии и синих штанов. Девушки с 12-13 лет поверх рубахи и штанов носили камзол, туго стягивающий грудь и талию и делавший фигуру плоской, его не снимали даже на ночь. Женской одеждой был также бииз из ситца или шерстяной ткани в виде длинного платья, в талии он стягивался поясом с металлическими накладными бляхами, а также бирз — широкое платье без пояса. Девичьим головным убором была шапочка: женский головной убор напоминал берет с широким твёрдым обручем внизу. Замужние женщины заплетали волосы в две косы и пропускали их в накосники чёрного цвета или бархата. Женской обувью были кожаные сапоги. Многочисленны были женские украшения — серьги, заколки, шпильки и т. д. из золота, серебра, кости, драгоценных и полудрагоценных камней. Мужчины носили серьгу в левом ухе, кольцо и браслет-амулет. 

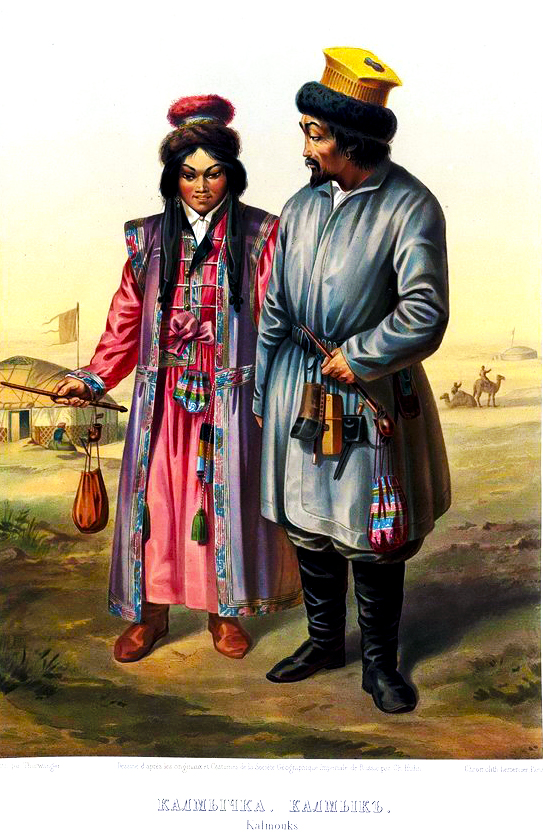
Калмыки в традиционной одежде. 1862 г.
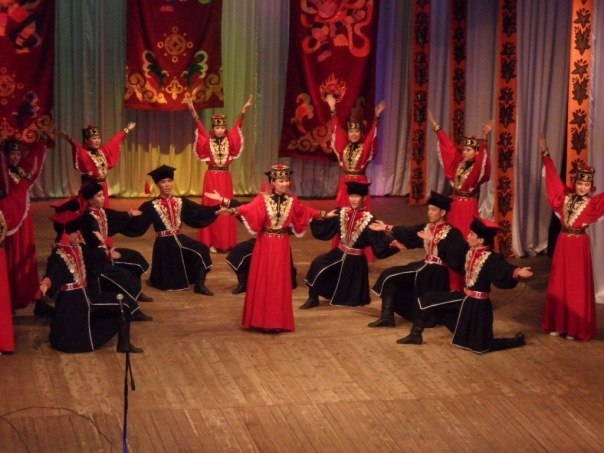
Танцоры
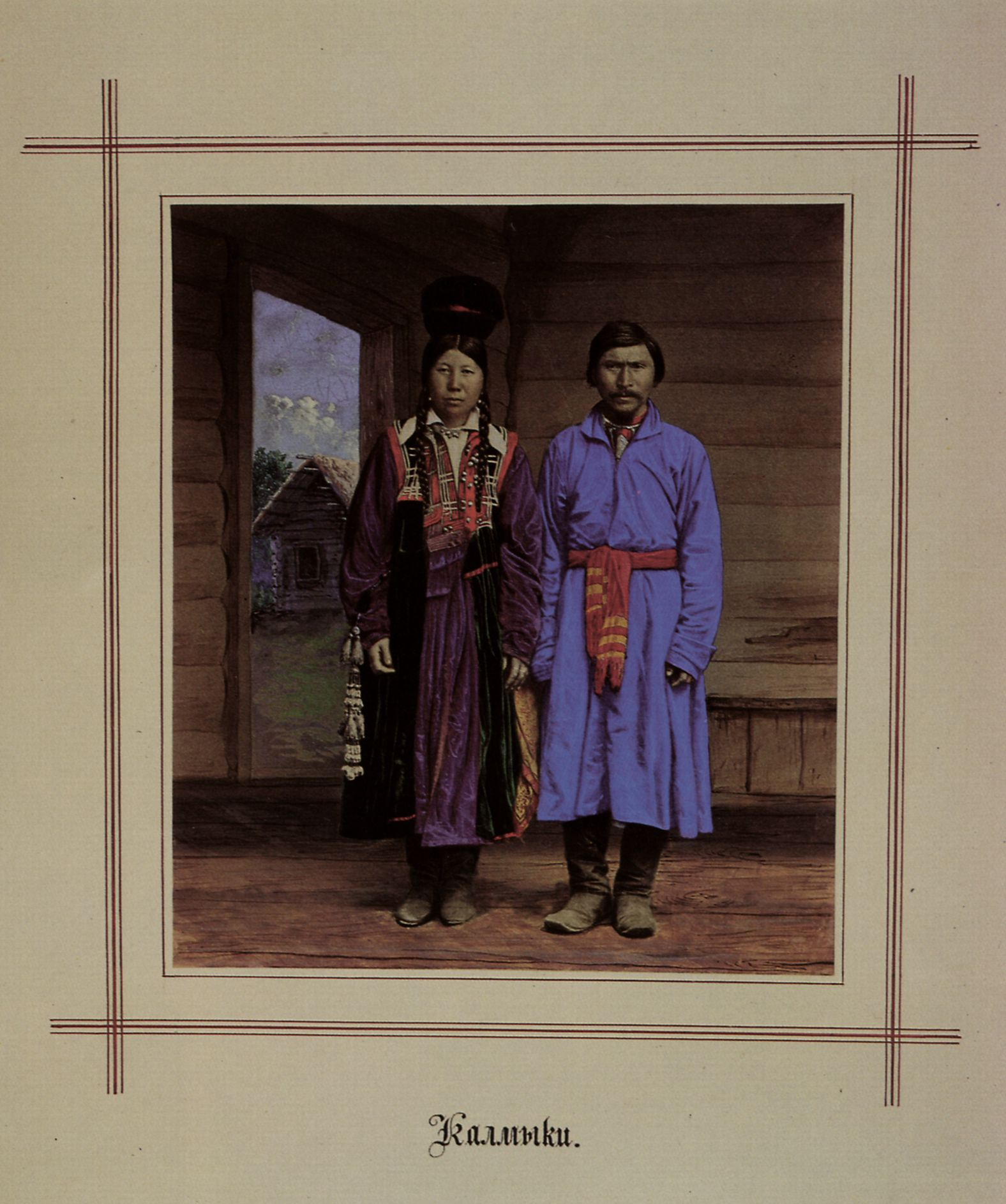
Калмыки в традиционной одежде. 1872 г.

### Национальные виды спорта и народные игры

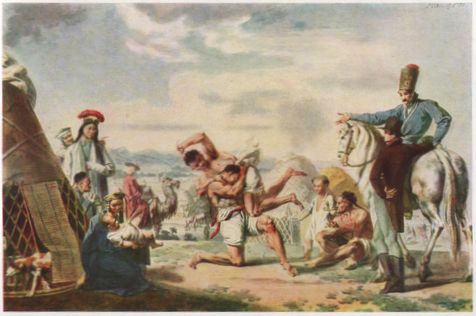
Калмыцкая борьба, Государственный Русский музей, СПб

У калмыков издревле были широко распространены разнообразные массовые игры, как средства развлечения и как спортивные занятия, призванные воспитывать в молодом поколении ловкость, смелость и выносливость, столь необходимые при кочевой жизни.
Среди видов силового спорта у калмыков большой популярностью пользовалась борьба — ноолдан (бэк нолдган), устраивавшаяся во время народных и религиозных празднеств. Силачи выступали от своих анги в пределах аймака, от имени аймака в пределах улуса, от имени улуса или лично нойона на общекалмыцких торжествах.
Большой популярностью пользовались конские скачки — уралдан, приурочивавшиеся к важным событиям в жизни народа. Народные и религиозные праздники, свадьбы и другие массовые торжества сопровождались конными состязаниями, в которых участвовало до 10—20 всадников одновременно. Скачки проводились на дистанции от 10 до 25 верст.
Широко распространенным видом народного спорта была у калмыков игра в шашки (дева) и в шахматы (шатр). В. Бергман, посетивший в 1802—1803 годах калмыцкие кочевья и оставивший ценную запись фольклорных произведений, отметил, что в шахматы
«не только знать и духовенство, но и простые калмыки играют с большой легкостью».
Наиболее популярным и широко распространенным видом массового развлечения были различные игры в альчики (шага наадлгн).

### Литература

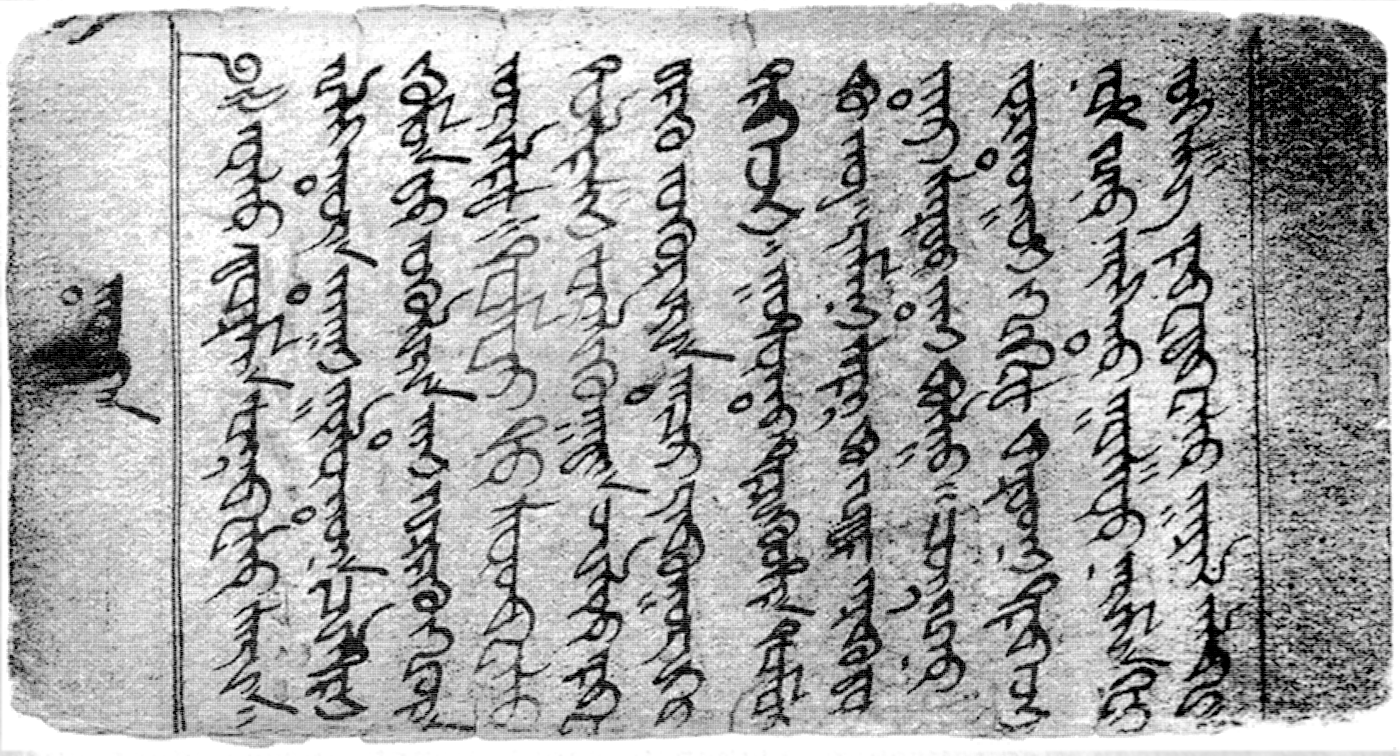
Калмыцкая рукопись на ясном письме

### Фольклор
Устное народное творчество калмыков богато и многообразно. Это сказки, легенды, пословицы, поговорки, загадки, благопожелания (йорял) и эпические песни. Но особое место в этой сокровищнице занимает калмыцкий героический эпос «Джангар».

### Кухня
Калмыцкая кухня несёт в себе отпечаток кочевого скотоводческого быта калмыков и не отличается большим разнообразием. Основными ингредиентами калмыцкой кухни являются молоко и, как правило, отваренное или жареное мясо (баранина и говядина).

### Социальная организация
Традиционное общество калмыков имело развитую социальную структуру. Оно состояло из нойонов и зайсангов — потомственной аристократии, буддийского духовенства — гелюнгов и лам. Сохранялись родоплеменные отношения, значительную роль в общественных отношениях играли патронимические объединения, которые занимали отдельные поселения и состояли из малых семей

### Семья (брак)

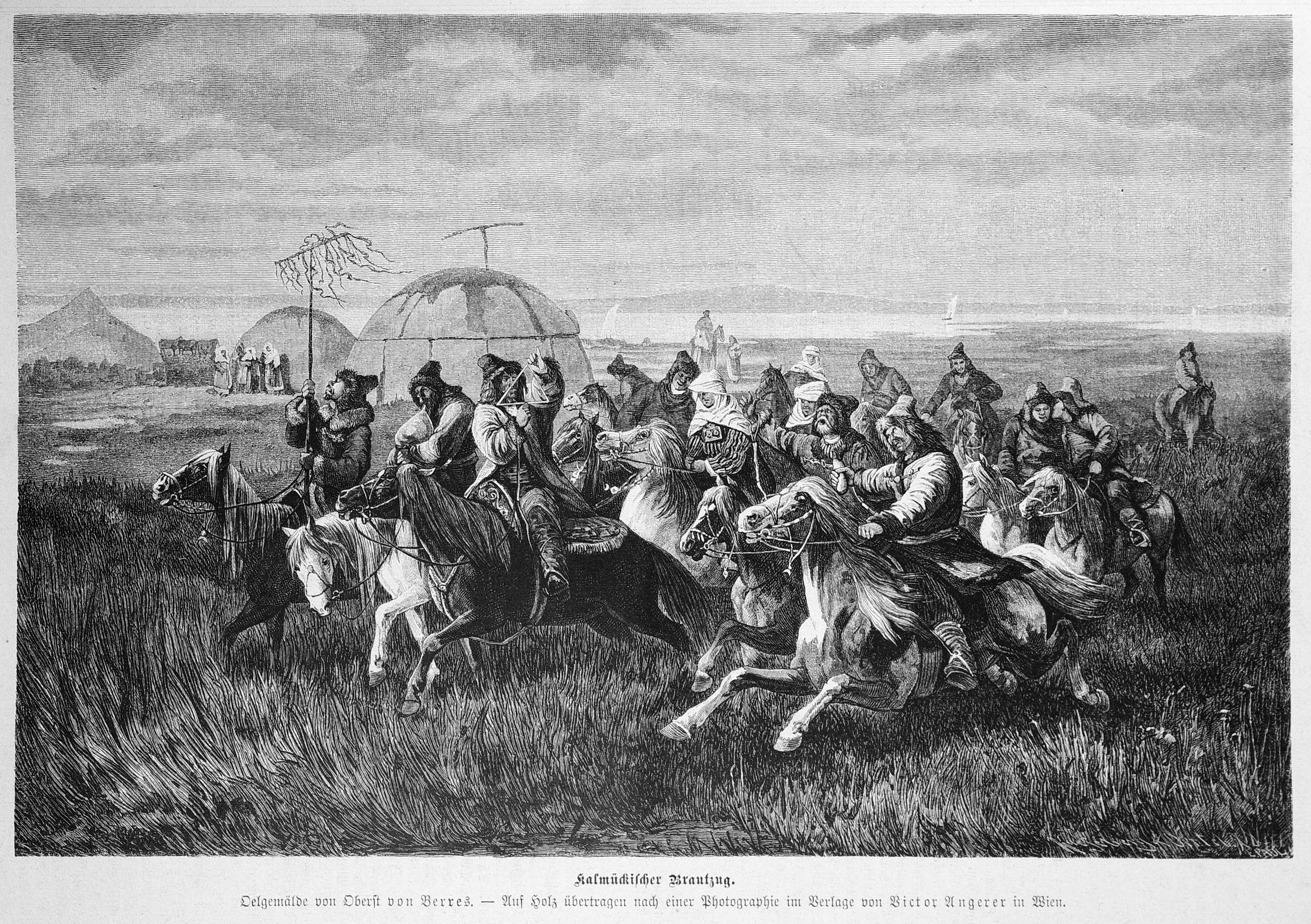
Калмыцкое свадебное шествие. 1880 г.

Брак заключался путём сговора между родителями будущих мужа и жены, согласия парня и девушки обычно не спрашивали. Девушку выдавали замуж за пределы своего хотона. Калыма не было, но ценности, которые передавала семья жениха семье невесты, могли быть значительными. Предварительно гелюнг определял, будет ли брак удачным. Для этого сопоставляли годы рождения жениха и невесты по восточному календарю. Считалось, например, хорошим, если невеста родилась в год зайца, а жених — дракона, но не наоборот, так как «дракон пожрёт зайца», то есть мужчина не будет главой в доме. Для новой семьи ставили отдельную кибитку, причём сторона жениха готовила само жилище, а сторона невесты обеспечивала внутреннее убранство и предметы обихода. Для сокращения свадебных расходов по взаимной договорённости сторон могло быть устроено мнимое похищение невесты. Сваты трижды приходили в семью невесты для оформления сговора, эти встречи сопровождались праздничной трапезой. Будет ли брак удачным и «счастливый» день свадьбы определял зурхачи (астролог) специальным гаданием. 

### Религиозные обряды
Религиозные обряды калмыков представляют собой смесь шаманских и буддийских верований. Тела покойников калмыки просто обыкновенно выбрасывали в степь в безлюдных местах. Только в конце XIX века по многочисленным просьбам и требованиям русских властей они наконец-то начали закапывать мертвецов в землю. Тела умерших князей и лам обыкновенно сжигались при исполнении многочисленных религиозных обрядов.

### Имена
Помимо собственных калмыцких как имён, калмыками употребляются санскритские и тибетские имена, проникшие в их культуру вместе с тибетским буддизмом. Современные калмыки могут носить также русские и другие европейские имена, попавшие в использование через русский язык после переселения калмыков в Россию.
Собственно калмыцкие индивидуальные имена в семантическом плане:
1. Имена калмыцких эпических героев — Санал, Мерген, Җаңhр (Джангар), Хоңhр (Хонгор), Мингиян, Савр;
2. Производные от топонимов — Элистина, Иджил, Алцхута, Колор;
3. Слова, обозначающие цвет или число — Цаган («белый»), Ноган («зелёный»), Улан («красный»), Зурган («шесть»), Тавн («пять»);
4. Слова, обозначающие положительные личные качества человека — Сяхля («красивая»), Дун («грациозная»), Бата («крепкий»);
5. Слова, выражающие жизненные блага — Байн («богатство»), Джиргал («счастье», «жизнь»), Байр («радость»), Алтын («золото»);

Тибетские и санскритские индивидуальные имена в семантическом плане:
1. Астрономические объекты — Ангарак (Марс), Бембя (Сатурн), Адьян (Солнце);
2. Буддийские термины — Санджи («просветлённый»), Буйнта («добродетель»); Очир («Ваджра», алмаз);
3. Положительные качества и свойства человека — Джав («защита»), Церен («долгая жизнь»);

В исторический период известно об употреблении калмыками имён-оберегов:
1. Слова, обозначающие названия животных — Чон («волк»), Эля («орёл»), Ноха («собака»), Аюка («медвежонок»);
2. Названия различных растений — Цецгя («цветок»);
3. В качестве имён даваемых для оберегания от «злых духов» были и не калмыцкие имена в своеобразной транскрипции — Вазьки (от Василий), Микула (от Николай), Ягур (от Егор). Некоторые современные калмыцкие фамилии восходят к этим именам-оберегам: Нохаев, Чонов, Чонаев.

Также распространены у калмыков были двойные имена (в Яндыко-Мочажном, Хошеутовском, Эркетеневском улусах) — Санджи-Гаря (у калмыков Хошеутовского улуса Санджи-Ара), Эрдни-Хал, Церен-Дорджи. Сейчас двойные имена сохраняются в форме отчества. Существовал обычай хадм (табуирование имён), который требовал от невестки, пришедшей в семью мужа, искажения собственных имён родственников мужа (вместо Бадм — Ядм, вместо Дорджи — Ерджи), так рождались «новые» имена.
При появлением русской администрации (XVII век) у калмыков происходит становление фамилий, которые образовывали от имени отца — Эрдниев (Эрдни), Бадмаев (Бадма), Кичиков (Кичик). Например если имя калмыка было Нема, а фамилия Дорджиев, значит, имя его отца — Дорджи, а фамилия детей Нема Дорджиева будет Немаевы. Постепенно фамилия становится наследственной и начинают появляться отчества, определявшиеся по имени отца.

### Календарь
Летосчисление у калмыков, как и у большинства народов Восточной и Центральной Азии, вплоть до начала XX века велось по лунно-солнечному календарю. Впервые среди монголоязычных народов, в том числе ойратов, календарь этот был введён в XIII веке монгольским ханом Хубилаем.
| Сезоны в калмыцком календаре | Название месяца и соответствующие животное | Примерное соответствие григорианскому календарю | Примерное соответствие григорианскому календарю |
| ---------------------------- | ------------------------------------------ | ----------------------------------------------- | ----------------------------------------------- |
| Весна                        | «лу» (дракон)                              | Февраль                                         | Зима — Весна                                    |
| Весна                        | «моhа» (змея)                              | Март                                            | Зима — Весна                                    |
| Весна                        | «мөрн» (лошадь)                            | Апрель                                          | Зима — Весна                                    |
| Лето                         | «хөн» (овца)                               | Май                                             | Весна — Лето                                    |
| Лето                         | «мөчн» (обезьяна)                          | Июнь                                            | Весна — Лето                                    |
| Лето                         | «така» (курица)                            | Июль                                            | Весна — Лето                                    |
| Осень                        | «ноха» (собака)                            | Август                                          | Лето — Осень                                    |
| Осень                        | «hаха» (свинья)                            | Сентябрь                                        | Лето — Осень                                    |
| Осень                        | «хулhн» (мышь)                             | Октябрь                                         | Лето — Осень                                    |
| Зима                         | «үкр» (корова)                             | Ноябрь                                          | Осень — Зима                                    |
| Зима                         | «бар» (тигр)                               | Декабрь                                         | Осень — Зима                                    |
| Зима                         | «туула» (заяц)                             | Январь                                          | Осень — Зима                                    |

## Язык и письменность

### Письменность
Ойратская и калмыцкая письменность — тодо-бичиг («ясное письмо») — была создана в конце 1640-х годов на основе старомонгольского письма монахом Зая-Пандитой. С помощью этой письменности осуществлялся документооборот в ойратских государствах (Джунгарском, Калмыцком и Хошутском ханствах). В российских и китайских архивах сохранилась переписка джунгарских и калмыцких ханов, которую они вели на тодо-бичиг с русскими царями, российскими и китайскими (маньчжурскими) императорами. На тодо-бичиг написаны ойратские литературные произведения, предания (тууджи), летописи, буддистские тексты и важные юридические документы XVII—XIX веков. В частности, речь идёт об общемонгольском своде законов, «Степном уложении» (Ик Цааҗин Бичг) — переработанном и дополненном кодексе Чингисхана («Яса»; калм. Йосн), принятом в 1640 году на съезде ойратских и монгольских нойонов и тайшей. Тодо-бичиг (старокалмыцким языком) также пользовалась в переписке аристократия казахов (ханы и султаны) и других народов, находившихся в сфере влияния Джунгарского, Калмыцкого и Кукунорского ханств.

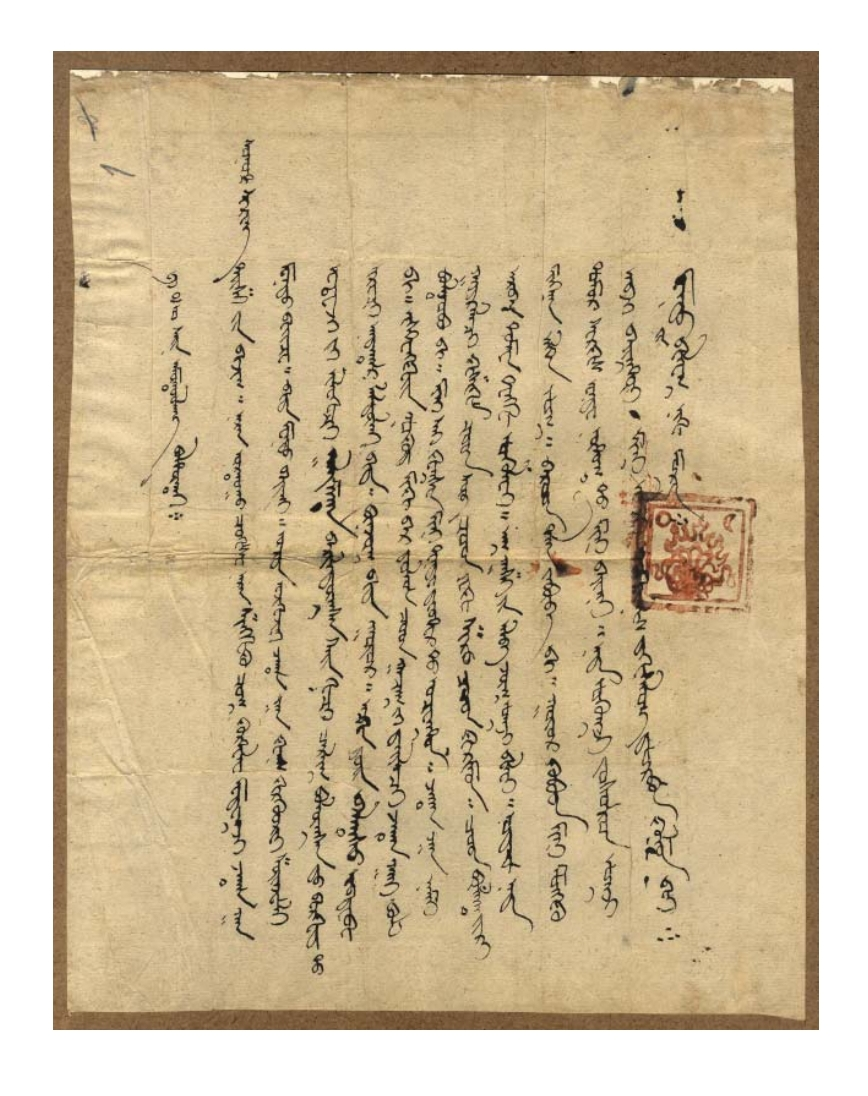
Письмо дербетского тайши Солом-Церена (1687)
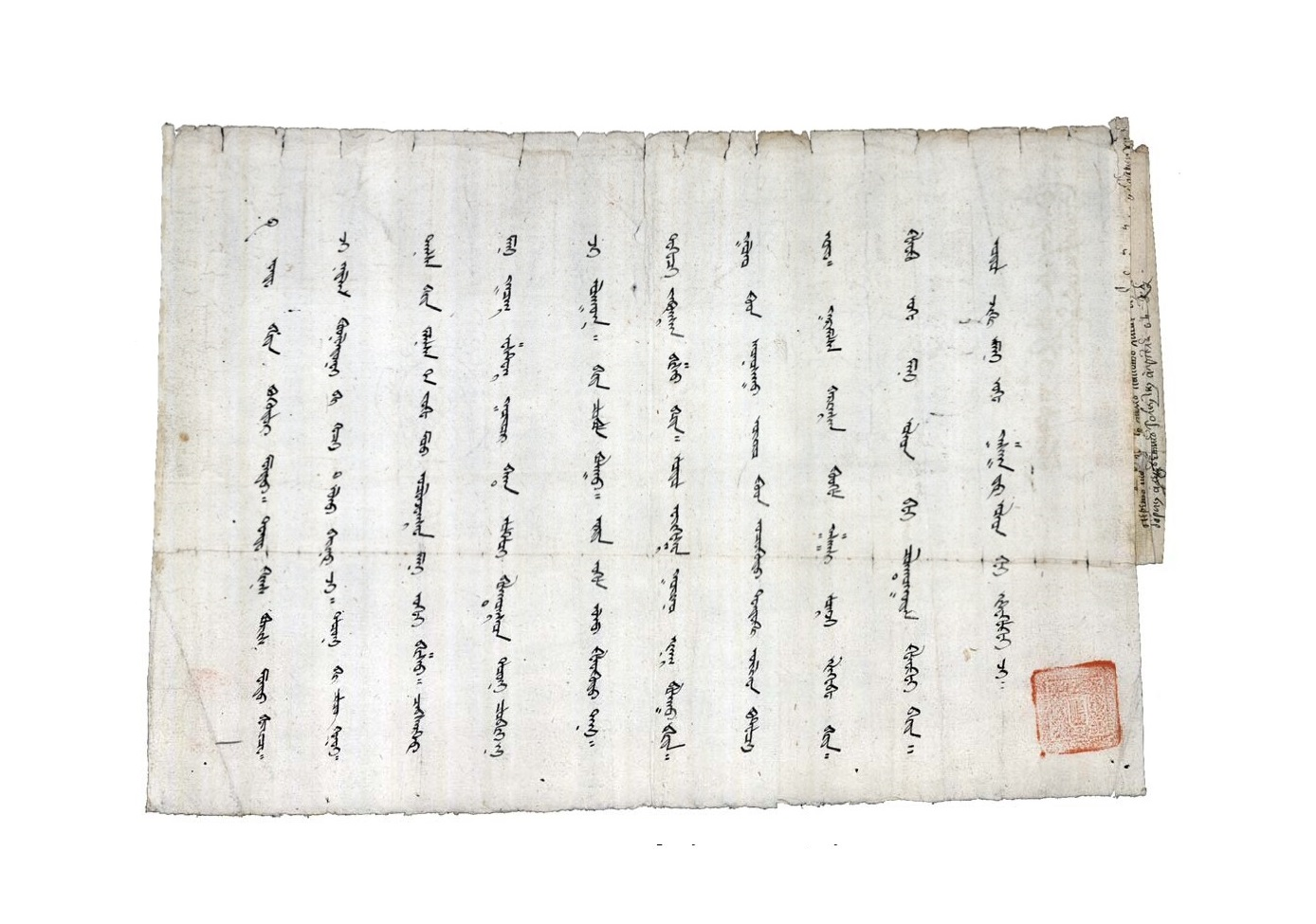
Письмо Аюки-хана князю Голицыну (1697)
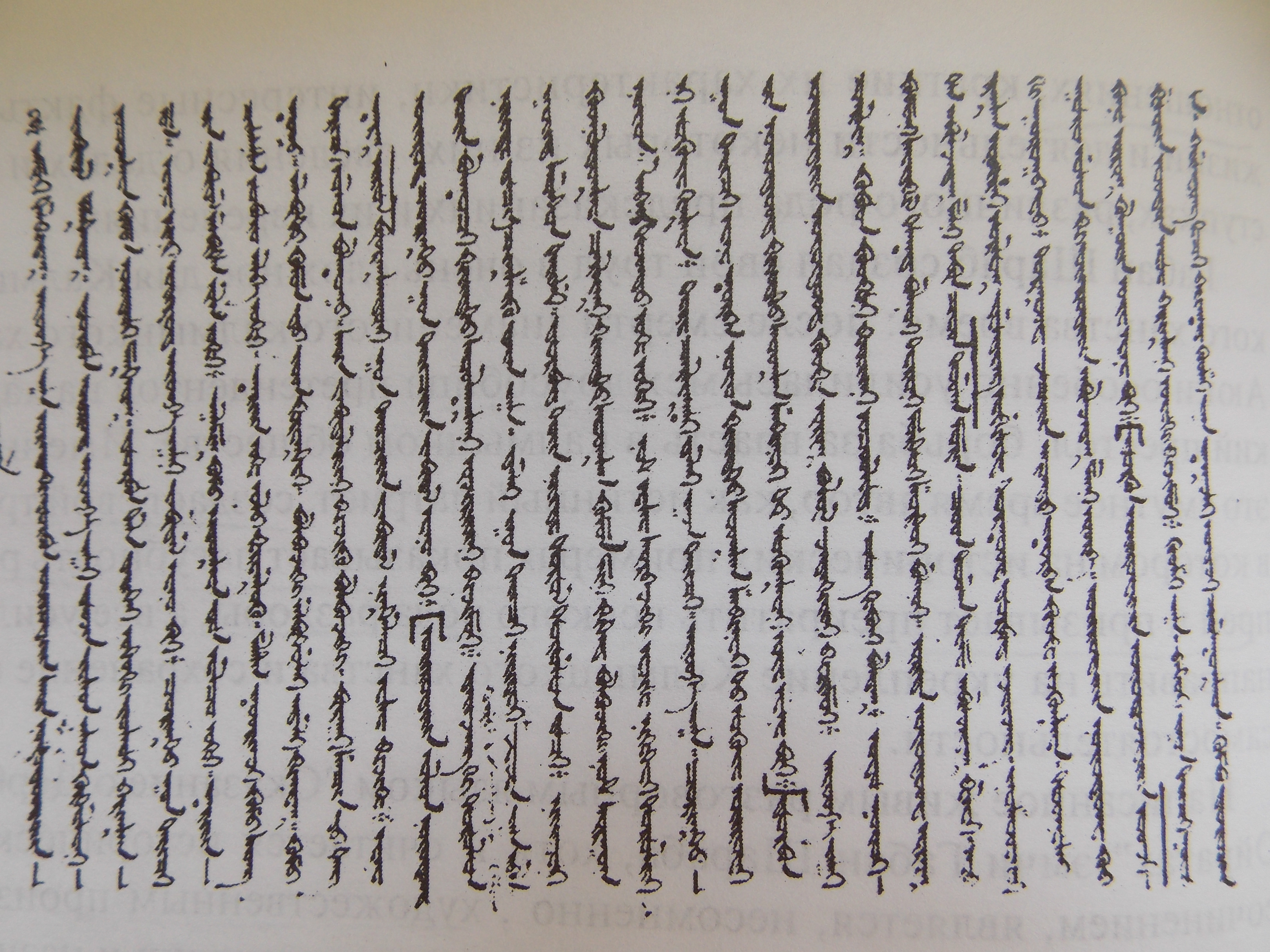
Отрывок из калмыцкой рукописи «Сказание о дербен-ойратах» Габан Шараба (1737)
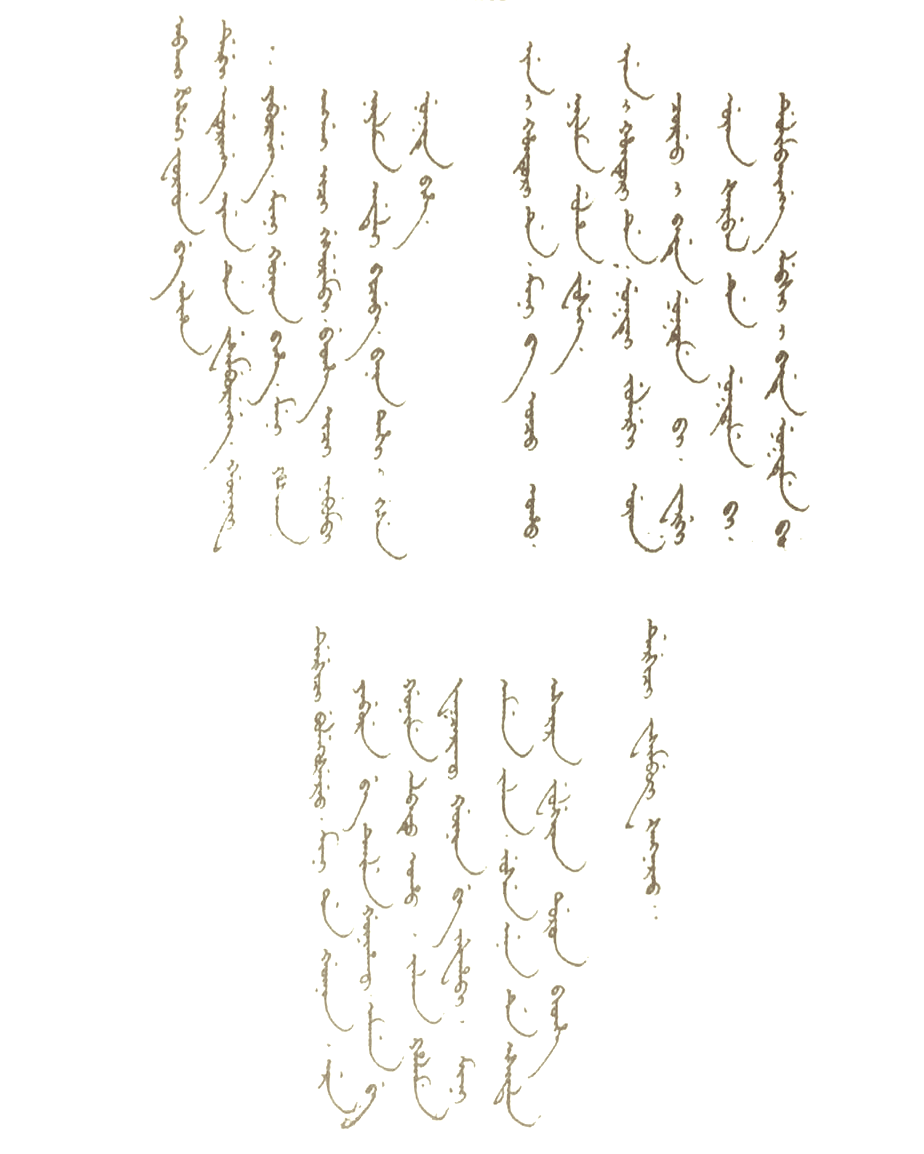
Письмо казахского султана Абылая китайскому императору Цяньлуну (1760)

В 1920—1940-х годах в СССР были проведены реформы, коснувшиеся письменности неславянских народов, в том числе и калмыков. В 1924—1925 годах алфавит тодо-бичиг был заменён на кириллизированный калмыцкий, а в 1930 году последовала замена последнего на латиницу. С 1938 года и до настоящего времени калмыками вновь используется кириллический вариант письменности (русский алфавит с добавлением нескольких букв, отображающих фонетику калмыцкого языка).

## Религия

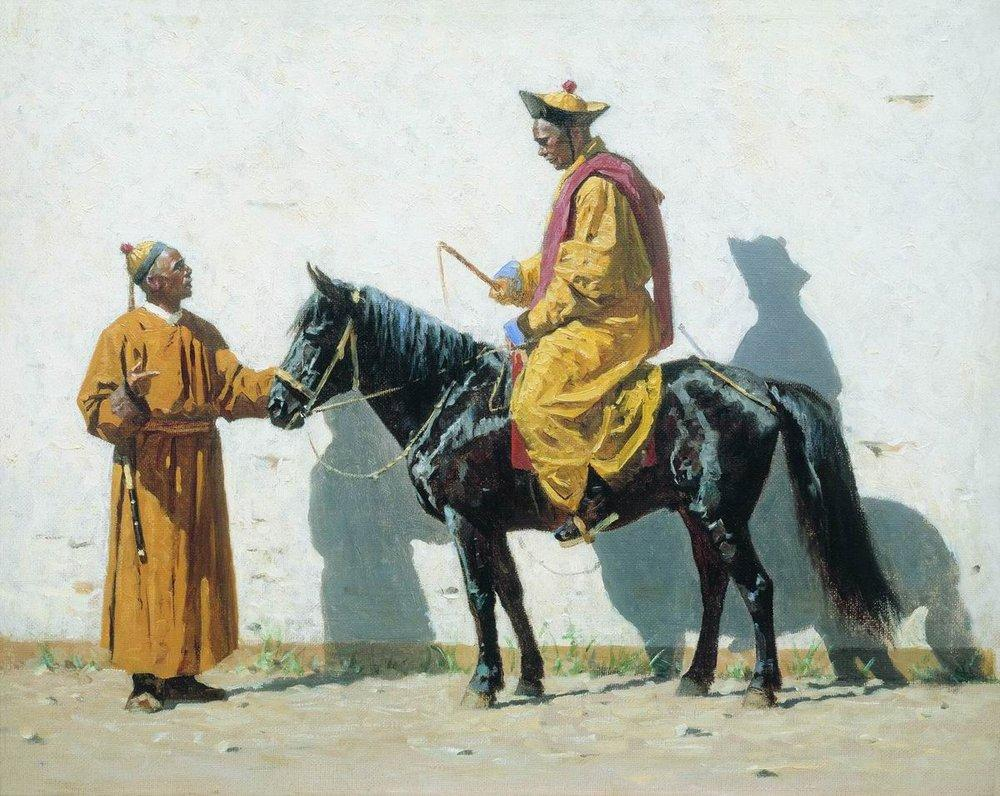
Калмыцкий лама. Картина Верещагина В. В. из «Туркестанской серии», ок. 1870 г.

Калмыки — единственный народ в Европе, основной религией которых является буддизм.
В XVI—XVIII веках у российских калмыков наряду с индо-тибетским учением были распространены традиционные верования и представления, прежде всего культ неба — тенгрианство (Мөңк Көк Теңгри — «Вечное Синее Небо»), а также культы гор, деревьев, воды, земли. Практиковались жертвоприношения огню и животным-тотемам. Особое место занимал культ предков, интегрировавшийся впоследствии в буддийскую религиозную систему. В указанный период в калмыцком обществе была велика роль шаманов. Немецко-российский путешественник П. С. Паллас, побывавший в приволжских степях в конце 1760-х годов, отметил, что у местного населения шаманами были как мужчины («чародеи „бе“»), так и женщины («чародейки „удугун“»).
Влияние архаических религиозных представлений сохраняется в калмыцкой культуре по сей день. Очевидно, наиболее ярко оно проявляется в современных калмыцких праздниках, в частности — в Цаган Саре, связанном с началом весны (обычно отмечается в феврале).
У представителей калмыцкого народа, эмигрировавших в США, религия продолжает играть важную роль, так как Америка вообще очень религиозная страна и досуг американцев (особенно в небольших городках) в основном организован вокруг церкви, церковь формирует сообщество и является центром религиозной и культурной жизни. Калмыцкая диаспора в США имеет четыре буддийских храма, один из них в Филадельфии (построен в 1973 году) и три в Хауэлле, штат Нью-Джерси (каждый построен отдельной группой калмыков — бузавов, торгутов и дербетов). При храме в Филадельфии действует буддийское общество (англ. Kalmyk Buddhist Society).

## Обычное право
В 1640 году ойратские правители провели общемонгольский съезд, на котором приняли и записали на ойратской письменности «Тодо-бичиг» свод законов «Ик Цааҗин Бичг» (Степное уложение) включавший в себя нормы уголовного, гражданского, семейного права и установивший единые законы для всех ойратских владений и определивший буддизм школы гелуг в качестве единой религии. В этом съезде принимали участие представители всех ойратских и халха-монгольских ханских и княжеских родов, от междуречья Яика и Волги до Западной и Восточной Монголии, и Джунгарии. От высшего буддийского духовенства в работе съезда принял участие хошутский учёный и просветитель Зая-Пандита. В сфере действия ойрато-монгольского права оказались большие территории: не только собственно Джунгария (Западная Монголия) и долина верхнего течения реки Или, но и соседние земли. Так, власть Батур-хунтайджи признавали Хакасия, территория трёх казахских жузов (Южный и Западный Казахстан), Восточный Туркестан, Средняя и Центральная Азия, Монголия, а также территория Калмыцкого ханства (Южная Сибирь, Северный Казахстан, Юг современной России, Северный Кавказ) и территория Кукунорского (Хошутского) ханства (Тибет, Северный Китай и Северная Индия).
Исследование правовых обычаев у данного народа и возникновение правовых институтов в области судебного права впервые обобщил адвокат Н. В. Баснин.

## Хозяйство
Основу традиционного хозяйства калмыков составляло кочевое скотоводство. В стаде преобладали овцы, курдючные и грубошёрстные, и лошади калмыцкой степной породы, отличающиеся неприхотливостью; разводился также крупный рогатый скот — коровы красной породы, выращиваемые на мясо, а также козы и верблюды. Скот круглогодично содержался на пастбище, с XIX века стали запасать корм на зиму. С переходом на оседлость (за исключением российских калмыков и тех, кто проживал на Западе, остальная часть калмыков продолжает вести полукочевой образ жизни) стало практиковаться разведение свиней. В Приволжье и на Каспии значительную роль играло рыболовство. Немаловажное значение имела охота, главным образом на сайгаков, а также на волков, лисиц и другую дичь. Земледелием некоторые группы калмыков занимались издавна, но значительной роли оно не играло. Лишь с переходом к оседлости стало расти его значение. Выращивались зерновые — рожь, пшеница, просо и другие, технические культуры — лён, табак, огородные, садовые и бахчевые. С XX века калмыки начинают заниматься также заливным рисосеянием. Развиты были ремёсла, в том числе кожеобработка, валяние войлока, резьба по дереву и другое, в том числе художественные — тиснение по коже, чеканка и гравировка по металлу, вышивка. На рубеже XX—XXI веков калмыки Калмыкии в большей степени, чем другие народы региона отказались от личных подсобных хозяйств: согласно переписи 2010 года в республике одно подворье приходилось на 20 взрослых (от 15 до 72 лет) калмыков, 13 русских, 6 чеченцев, 4 даргинцев.

## Галерея

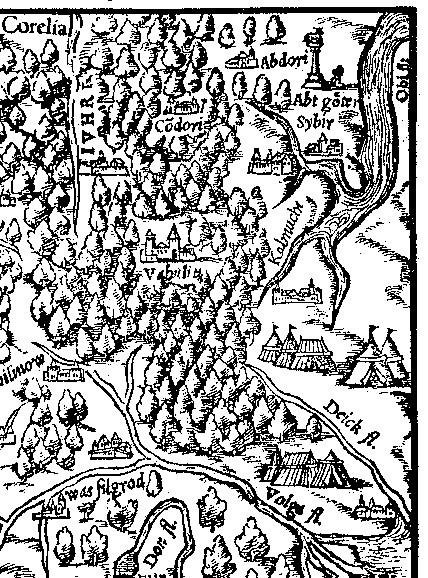
Карта из атласа «Cosmographia». 1544 год, Себастьян Мюнстер
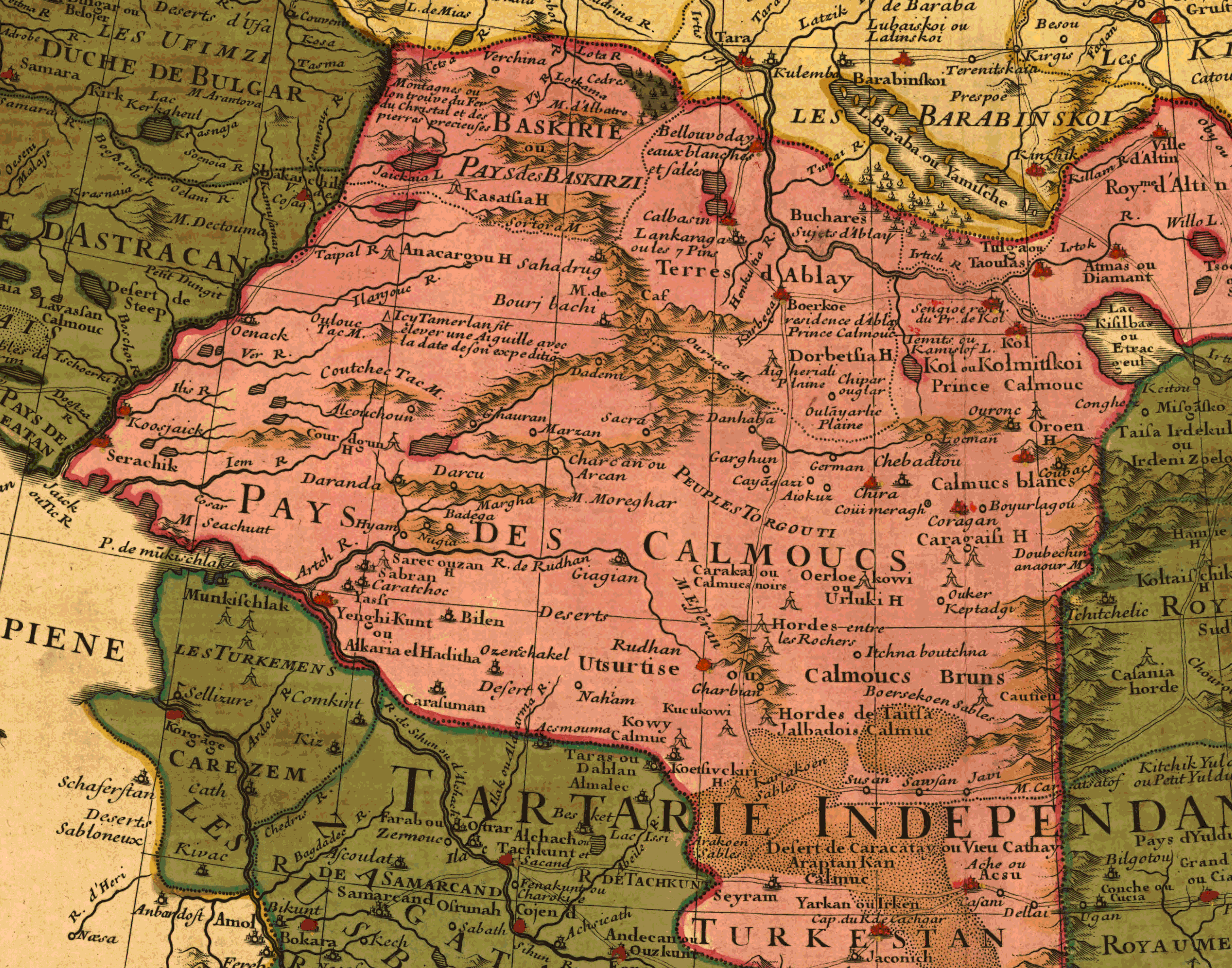
Фрагмент карты Великой Тартарии (красным цветом в междуречии Волги и Урала обозначено Калмыцкое ханство). Guillaume de L’Isle. 1706 год
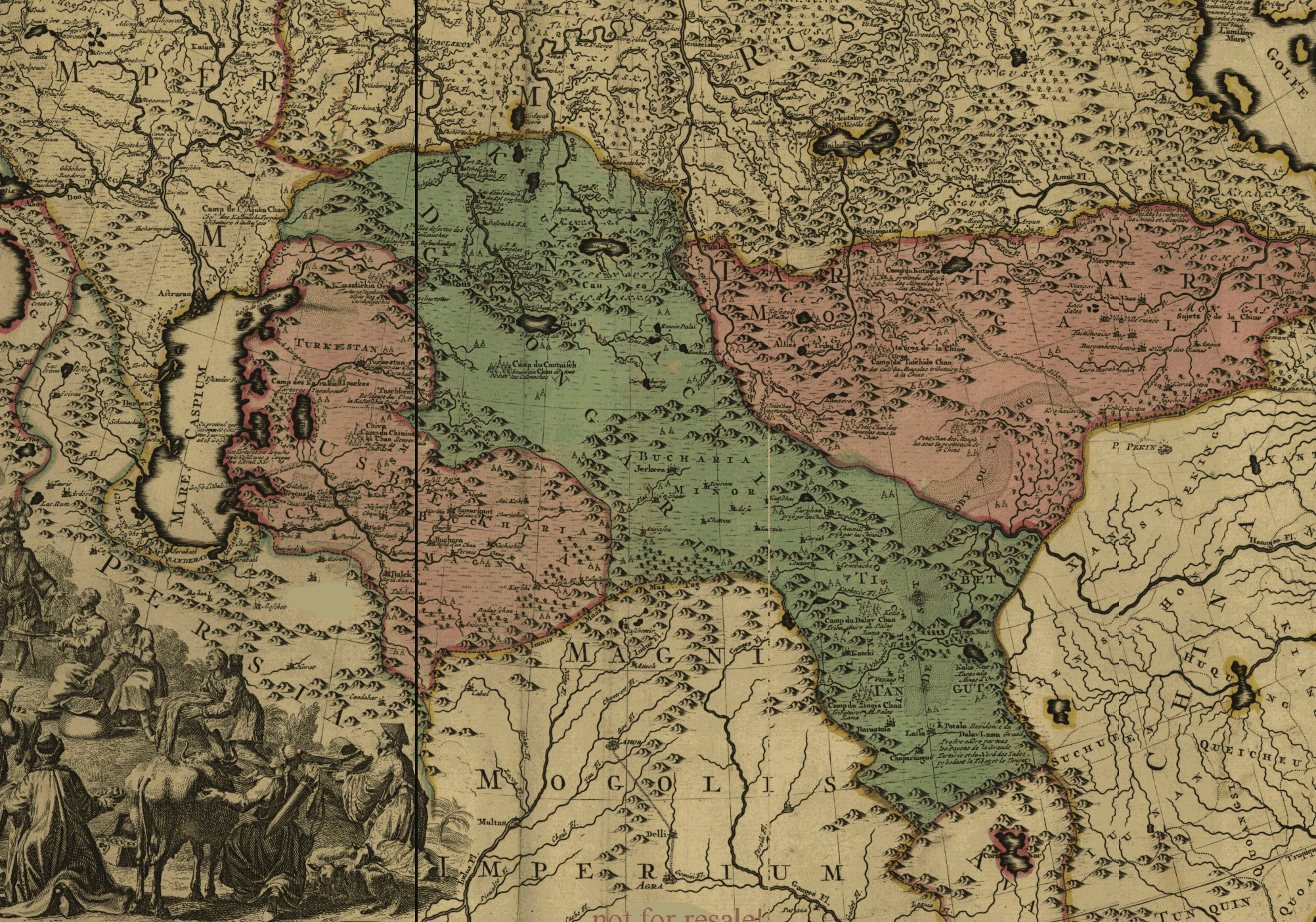
Фрагмент карты Российской империи и близлежащих государств времён Петра Великого (зелёным цветом обозначена территория Джунгарского ханства). Составленна пленными шведскими офицерами, ок. 1709 год